# Lynn Hill
Vous lisez un « bon article » labellisé en 2021.
Pour les articles homonymes, voir Hill.
Lynn Hill, née le 3 janvier 1961 à Détroit (Michigan), est une grimpeuse américaine. Elle est connue pour avoir réalisé en 1993 la première ascension en escalade libre de la voie The Nose à El Capitan dans la vallée de Yosemite et pour l'avoir reproduite l'année suivante en moins de 24 heures. Pour plusieurs grimpeurs et grimpeuses extrêmes, à l'image d'Yvon Chouinard, cette performance marque un tournant dans l'histoire de l'escalade (la première répétition de l'ascension en libre n'aura lieu que 12 ans plus tard par Tommy Caldwell et Beth Rodden). 
Compétitrice reconnue au début de l'escalade sportive à la fin des années 1980 et au début des années 1990, Lynn Hill détient plusieurs titres internationaux. Ses performances en compétition, où elle égale plusieurs fois le niveau des meilleurs grimpeurs masculins, et en falaise font dire à plusieurs spécialistes comme Alexander Huber qu'elle peut être considérée comme l'une des meilleures grimpeuses, si ce n'est la meilleure, du début des années 1990, tous sexes confondus. 
Durant toute sa carrière, la grimpeuse défend la place des femmes dans l'escalade et l'égalité entre les grimpeurs et les grimpeuses. Elle a réalisé de nombreuses premières, démontrant de grandes capacités d'adaptation au rocher malgré sa petite taille et sa force inférieure à celle des hommes. Après avoir mis fin à sa carrière sportive, la grimpeuse s'investit dans la transmission de l'escalade. Elle a ainsi écrit une autobiographie, Climbing Free: My life in the vertical world, et soutient de jeunes grimpeuses (Beth Rodden ou Nina Caprez par exemple) dans leur début de carrière. 
Au début des années 1980, elle a participé à plusieurs émissions de divertissement à la télévision américaine, notamment Survival of the Fittest qu'elle remporte à quatre reprises. 
Lynn Hill a commencé le sport très jeune, notamment la gymnastique. Cette discipline lui a permis d'acquérir de grandes habiletés dans les mouvements dynamiques et les équilibres. Elle découvre l'escalade à l'adolescence grâce à sa sœur et montre rapidement des prédispositions. Les années suivantes, elle s'investit pleinement dans cette passion et rejoint le grand site de la grimpe américaine qu'est le Yosemite. Inspirée par Beverly Johnson, elle se fait un nom dans le milieu de l'escalade à partir de la fin des années 1970 grâce à des réalisations notables à Ophir (Ophir Brocke) et à Shawangunk Ridge (Yellow Crack et Vandals). 
En 1986, elle découvre l'Europe et se voit immédiatement séduite par l'approche européenne de l'escalade ainsi que les différents sites calcaires. Habituée aux sites granitiques américains, elle apprécie les possibilités offertes par l'érosion du calcaire qui lui permettent de réaliser des enchaînements de mouvements complexes et fins. L'Europe est aussi pour elle le moyen de découvrir l'escalade sportive naissante. Elle intègre le circuit des compétitions et remporte plusieurs titres, notamment cinq éditions du Rock Master Festival d'Arco entre 1987 et 1992 ainsi que le classement général de la Coupe du monde en 1990. Sa saison 1989 est par ailleurs réduite après une grave chute à Buoux qui l'oblige à plusieurs semaines de rééducation. 
En parallèle des compétitions, la grimpeuse réalise des ascensions remarquées en falaise. En 1990, elle établit ainsi la première féminine de Masse Critique au Cimaï. Après avoir arrêté la compétition en 1992, elle réalise l'une des ascensions majeures de l'histoire de l'escalade en gravissant la voie The Nose en libre en 1993. L'année suivante, elle réédite cette performance et établit un record de vitesse en parcourant l'itinéraire en moins de 24 heures. Jusqu'en 2001, elle participe à des expéditions avec la marque The North Face. Durant ces différents voyages, elle ouvre plusieurs voies au Kirghizistan, au Viêt Nam ou à Madagascar. Elle reste active aux États-Unis où elle continue de réaliser plusieurs premières féminines notables comme Midnight Lightning ou King Cobra au Yosemite. Elle se retire progressivement de l'escalade extrême au cours des années 2000, entamant une carrière de conférencière et de guide d'escalade (conseils, entraînements et organisation de voyages).

## Biographie

### Jeunesse
Lynn Hill est née le 3 janvier 1961 à Détroit dans le Michigan. Cinquième enfant d'une fratrie de sept, elle grandit à Fullerton en Californie, où sa mère est assistante dentaire et son père ingénieur dans l'aérospatiale,.
C'est une enfant active qui grimpe sur tout ce qui l'entoure, des arbres aux lampadaires,. Elle est par ailleurs très sportive : elle se tourne vers la gymnastique dès l'âge de 8 ans et s'illustre dans cette discipline les années suivantes,. Malgré sa passion pour ce sport, elle n'apprécie pas certains aspects de la discipline lors des compétitions féminines,. Habituée à devoir se faire une place au sein de sa fratrie, elle n'aime pas devoir poser de manière stéréotypée et réaliser des chorégraphies auxquelles elle n'accorde que peu d'intérêt. Ainsi, bien qu'elle fasse partie de l'équipe de gymnastique du YMCA (championnat sud-californien) et participe au show de la mi-temps pour l'équipe de baseball des Angels (Los Angeles), elle arrête la gymnastique à l'âge de 12 ans. 
Dans son autobiographie, Lynn Hill explique cette décision par son caractère indocile et épris de liberté ainsi que son sentiment de s'opposer à des règles qu'elle estime infondées,. Elle identifie cette attitude d'opposition comme normale pour son âge de l'époque mais y voit également l'influence plus générale d'une prise de conscience concernant les droits de femmes ou les discriminations raciales. Elle mesure en effet les différences et l'écart qui peuvent exister entre les activités et représentations des garçons et des filles. 
Au lycée, la jeune femme reprend la gymnastique et pratique la natation et la course à pied. Elle explique par la suite que ses capacités gymniques ont contribué à son succès en escalade,, notamment pour maintenir des équilibres et réaliser des mouvements périlleux, décomposer des enchaînements de positions dynamiques et complexes en des séries de mouvements fins et distincts ou résister à la pression et au stress.

### Débuts en escalade

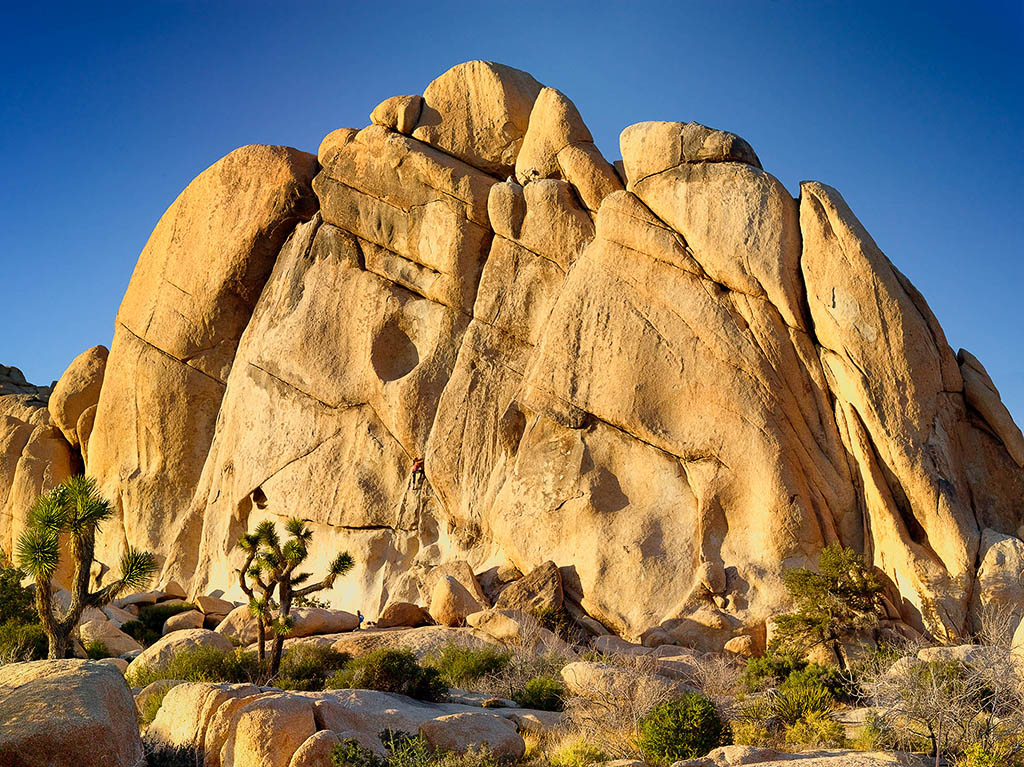
Vue sur la formation rocheuse Old woman dans le parc national de Joshua Tree (Californie). C'est sur ce type de parois que Lynn Hill s'est beaucoup entraînée durant son adolescence.

Lynn Hill découvre l'escalade en 1975 grâce à l'une de ses sœurs aînées, Kathy,,. Celle-ci, fiancée au grimpeur Chuck Bludworth, l'emmène avec eux lors de certaines courses. Contrairement à sa sœur, elle fait rapidement preuve d'une aisance naturelle et grimpe en tête. L'adolescente est séduite par le sentiment de liberté, à l'opposé de la rigidité des règles en gymnastique. Par ailleurs, l'escalade permet à la jeune fille de s'éloigner de l'ambiance familiale morose due au divorce de ses parents.
Adolescente, elle pratique l'escalade principalement dans le parc national de Joshua Tree dans le sud californien. Afin de financer ses excursions durant ses week-end et congés, la jeune femme travaille dans un petit restaurant. Deux ans après ses débuts, elle fait sa première excursion au parc national de Yosemite, destination favorite des grimpeurs ouest américains depuis les années 1950 en raison des nombreuses parois et big walls de granite qui s'y trouvent. Sur place, elle rencontre Charlie Row qui devient son petit ami et l'emmène réaliser ses premières ascensions en grandes voies.
Durant ces premières années de grimpe, Chuck Bludworth lui fait découvrir la culture du milieu de l'escalade américain,. Hill dévore ainsi les différents magazines, livres et récits d'ascensions auxquels celui-ci est abonné. Elle est particulièrement influencée par l'éthique de grimpe prônée par Yvon Chouinard et centrée autour de valeurs comme l'engagement et respect du caractère naturel du rocher. Par ailleurs, les ascensions notables de la grimpeuse Beverly Johnson captent son attention, en particulier son solo de 10 jours sur le Dihedral Wall sur El Capitan. La jeune femme est ainsi motivée par les réalisations de son aînée et sa capacité à affirmer la position des femmes dans le milieu de l'escalade.
« I was awed, but not just by the know-how and hard work she'd put into her ascent. It was the courage and confidence that it took to put herself on the line, to do something on the cutting edge—to climb one of the world's greatest big walls in one of the most challenging ways possible: solo. She had succeeded and she'd given women climbers like me enormous confidence to be ourselves and not feel limited by being a minority in a male-dominated sport. »
— Lynn Hill, dans Climbing Free: My Life in the Vertical World

« J'ai été impressionnée, mais pas seulement par le savoir-faire et le travail acharné qu'elle a mis dans son ascension. C'était le courage et la confiance qu'il fallait pour se mettre en danger, pour faire quelque chose à la hauteur, pour escalader l'une des plus grandes parois du monde de l'une des manières les plus difficiles qui soient : en solo. Elle avait réussi et elle avait donné aux femmes grimpeuses comme moi une énorme confiance en elles pour qu'elles soient elles-mêmes et ne se sentent pas limitées par le fait d'être une minorité dans un sport dominé par les hommes. »
— dans Climbing Free: My Life in the Vertical World

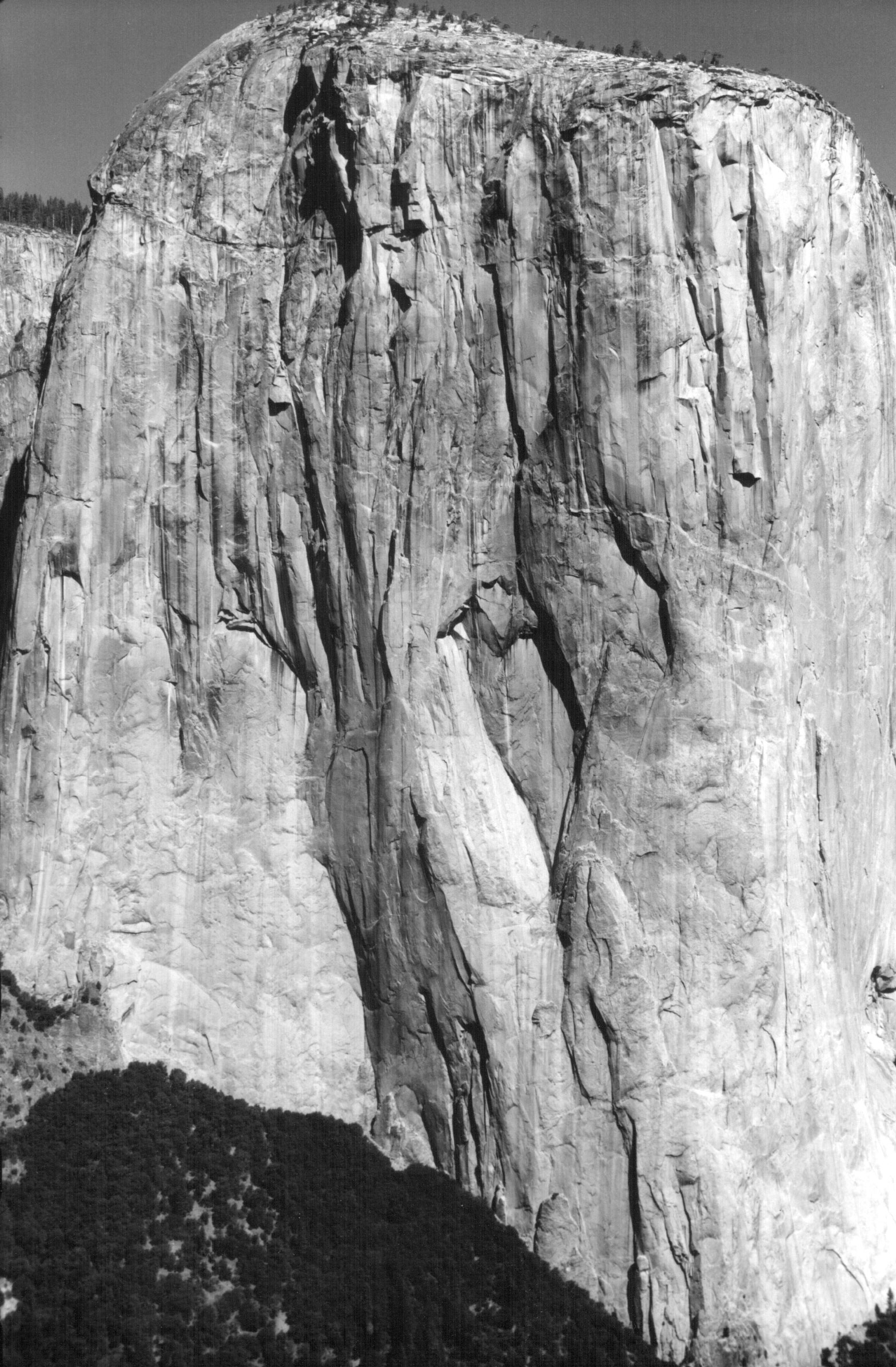
Vue sur le Salathé Wall (El Capitan, 1961). La voie Dihedral Wall débute au niveau du renfoncement au milieu de la photographie et se termine sur la fin de l'arrondi au niveau du sommet sur la gauche.

Lynn Hill poursuit sa scolarité au lycée de Fullerton jusqu'à la fin des années 1970. Toutefois, la jeune femme ne montre pas un grand intérêt pour les matières universitaires et préfère se concentrer sur l'escalade. Durant les étés entre 1976 et 1978 ainsi qu'au début des années 1980, la jeune femme campe régulièrement au camp 4 dans la vallée de Yosemite. Elle s'intègre ainsi à la communauté de grimpeurs locaux et rejoint également l'équipe de recherche et de sauvetage.
Si la vie au camp 4 est unanimement reconnue comme rebelle et en marge des normes sociales établies de l'époque, elle reste toutefois empreinte d'une forte asymétrie dans les rapports entre les hommes et les femmes. Bien que la grimpeuse Beverly Johnson ait commencé à réduire l'écart entre les sexes au camp 4, celui-ci restait fortement dominé par les hommes. Les témoignages de l'époque rapportent ainsi un mode de vie et des valeurs masculines. Par exemple, Joseph Taylor explique que si le terme d'oppression n'est pas adapté, il existe toutefois de réelles pressions et injonctions faites aux femmes pour adopter un comportement perçu comme masculin. Lynn Hill doit donc faire face à une communauté peu solidaire et accueillante avec les femmes.
« [...] back then was directed by a fraternity of men, and there was little encouragement of, or frankly, inclination for women to participate. Yet women climbers were out there. »
— Lynn Hill, dans Climbing Free: My Life in the Vertical World

« [...] l'escalade est alors dirigée par un groupe d'hommes et il y a peu d'encouragement ou de volonté pour les femmes d'y participer. Pourtant, il y a des femmes qui font de l'escalade. »
— dans Climbing Free: My Life in the Vertical World
Malgré cela, Lynn Hill grimpe quasiment tous les week-ends au Yosemite entre 18 et 22 ans,. Elle fait équipe avec d'autres grimpeuses et amies, notamment Mari Gingery, et réalise des ascensions importantes telles que The Nose (en escalade artificielle) ou la première féminine de The Shield sur El Capitan (en six jours).

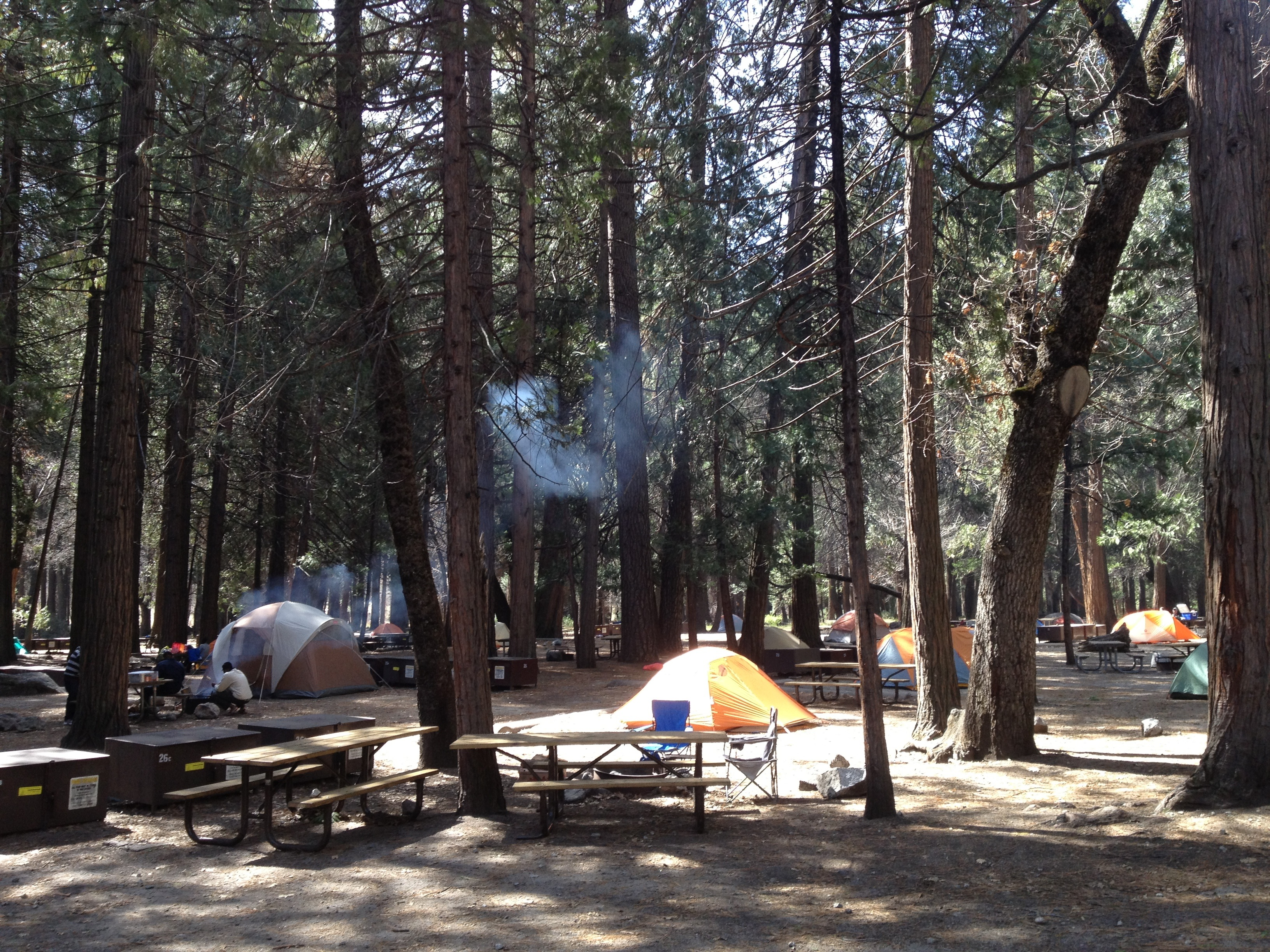
Vue actuelle du Camp 4 (2014).

Sur le plan technique, cette période est fondatrice pour la grimpeuse. Elle devient l'une des figures du groupe Stonemasters et développe sa gestuelle. Surtout, elle s'inscrit dans le mouvement de l'escalade traditionnelle américaine et de son éthique en développement à cette période. Elle met ainsi l'accent sur la préservation de la nature et de l'intégrité du rocher, préférant l'utilisation de protections amovibles (coinceurs, hex, friends) plutôt que de pitons à expansion (spits), et défend les notions d'engagement et de liberté, en valorisant les enchaînements et les réalisations à vue. Elle devient également une figure emblématique de la grimpe libre, rejetant l'escalade artificielle avec ses cordes fixes et son recours aux points de protection et autres artifices (étrier, balancelle) pour faciliter la progression. Cette approche de l'escalade l'oblige à accepter le risque de chute (encordée) comme un facteur incontournable de ses ascensions. Bien qu'elle soit d'une nature intrépide, Lynn Hill explique avoir fait plusieurs mauvaises chutes en grandes voies, ce qui la pousse à réfréner ses ardeurs et à adopter une position plus mesurée et méfiante.

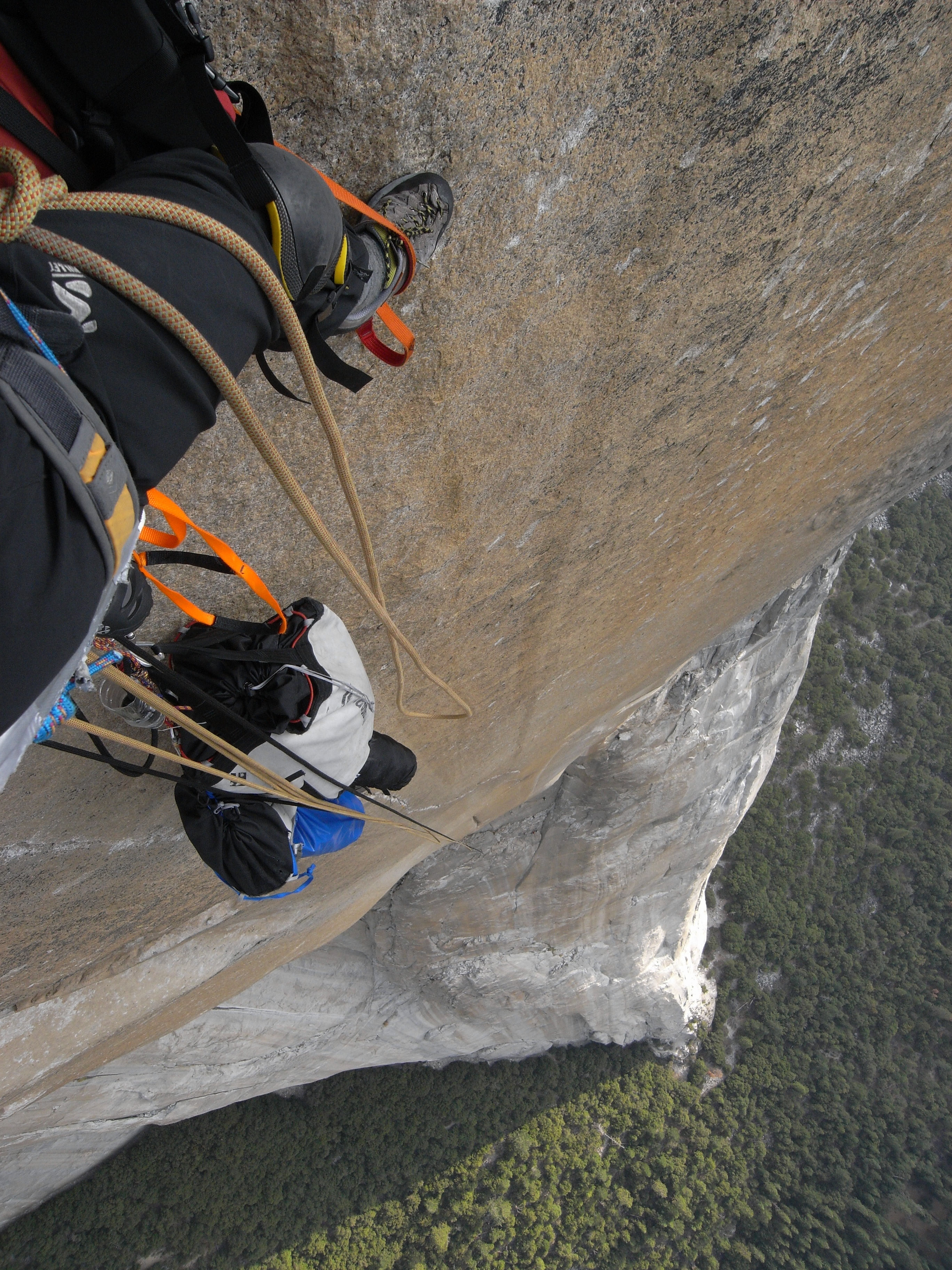
Vue du sol depuis les dernières longueurs de la voie The Shield (El Capitan, 2007).

À la fin des années 1970, Hill et le grimpeur John Long s'associent au sein d'une même cordée. Les deux grimpeurs s'entraînent ensemble, développant des programmes spécifiques (musculation ou course à pied) en plus de l'escalade. Les deux américains finissent par entretenir une relation amoureuse à l'été 1978, notamment après que la grimpeuse ait entendu John Long réciter un poème qu'il a écrit sur une grimpeuse et ses aspirations. John Long l'encourage dans certains défis physiques, comme une tentative de record du monde au développé couché pour laquelle elle échoue malgré de bonnes performances à l'entraînement,.  
Le couple passe l'hiver 1981 à Las Vegas, grimpant le jour et à occupant des emplois temporaires la nuit,,. L'année suivante, ils s'installent à Santa Monica. Lynn Hill fréquente le Santa Monica College (SMC) et se spécialise en biologie. Elle est repérée par l'entraîneur d'athlétisme qui décide de l'intégrer à son équipe. Cette année là, le SMC parvient à remporter le championnat national, la jeune femme étant alignée sur des courses de demi-fond,.
En 1983, Lynn Hill est interviewée par le magazine norvégien Ultrasport. Dans le cadre de ce portrait, le magazine lui offre un voyage pour l'État de New-York afin de réaliser des ascensions à Shawangunk Ridge, une célèbre zone d'escalade. Appréciant l'environnement et les voies d'escalade locales, elle décide de rester et déménage à New Paltz. Au même moment, John Long se prépare pour un voyage à Bornéo et se lance dans une carrière d'écrivain. Le couple décide de se séparer mais ils restent amis. Après s'être installée dans l'État de New-York, elle poursuit ses études à l'Université d'État de New York et obtient un diplôme de biologie en 1985.

### Apparition dans le monde de l'escalade extrême
À partir des années 1980, Lynn Hill entame une carrière professionnelle dans l'escalade. Sa première réalisation notable est la libération de la voie Ophir Broke à Ophir (Colorado) en 1979,. Cotée en 7c (5.12d), il s'agit de la voie la plus dure du Colorado et seuls quelques itinéraires au Yosemite présentent des difficultés supérieures à l'époque. Pour la grimpeuse, cette ascension est une révélation importante. Comme elle l'explique dans son autobiographie, elle prend conscience que sa petite taille et son physique moins puissant que celui des hommes ne sont pas nécessairement des handicaps pour l'escalade extrême. Ce qui compte avant tout pour elle est la créativité dans les mouvements et les équilibres ainsi que la capacité d'adaptation au rocher. 
« The big lesson for me … was to realize that despite what appeared to be a limitation due to my small stature, I could create my own method of getting past a difficult section of rock. John's size and power enabled him to make long reaches and explosive lunge moves that were completely out of my range. I, on the other hand, often found small intermediate holds that John couldn't even imagine gripping … Short or tall, man or woman, the rock is an objective medium that is equally open for interpretation by all. »
— Lynn Hill, dans Climbing Free: My Life in the Vertical World

« La grande leçon pour moi est … de réaliser que malgré ce qui semble être une limitation due à ma taille, je peux créer ma propre méthode pour franchir un passage difficile de la voie. La taille et la puissance de John lui permettent de faire de longues enjambées et des mouvements de fente fulgurants qui sont complètement hors de ma portée. Moi, par contre, je trouve souvent de petites prises intermédiaires que John ne peut même pas imaginer saisir… Qu'il soit petit ou grand, homme ou femme, le rocher est un moyen objectif qui peut être interprété de la même façon par tous »
— dans Climbing Free: My Life in the Vertical World

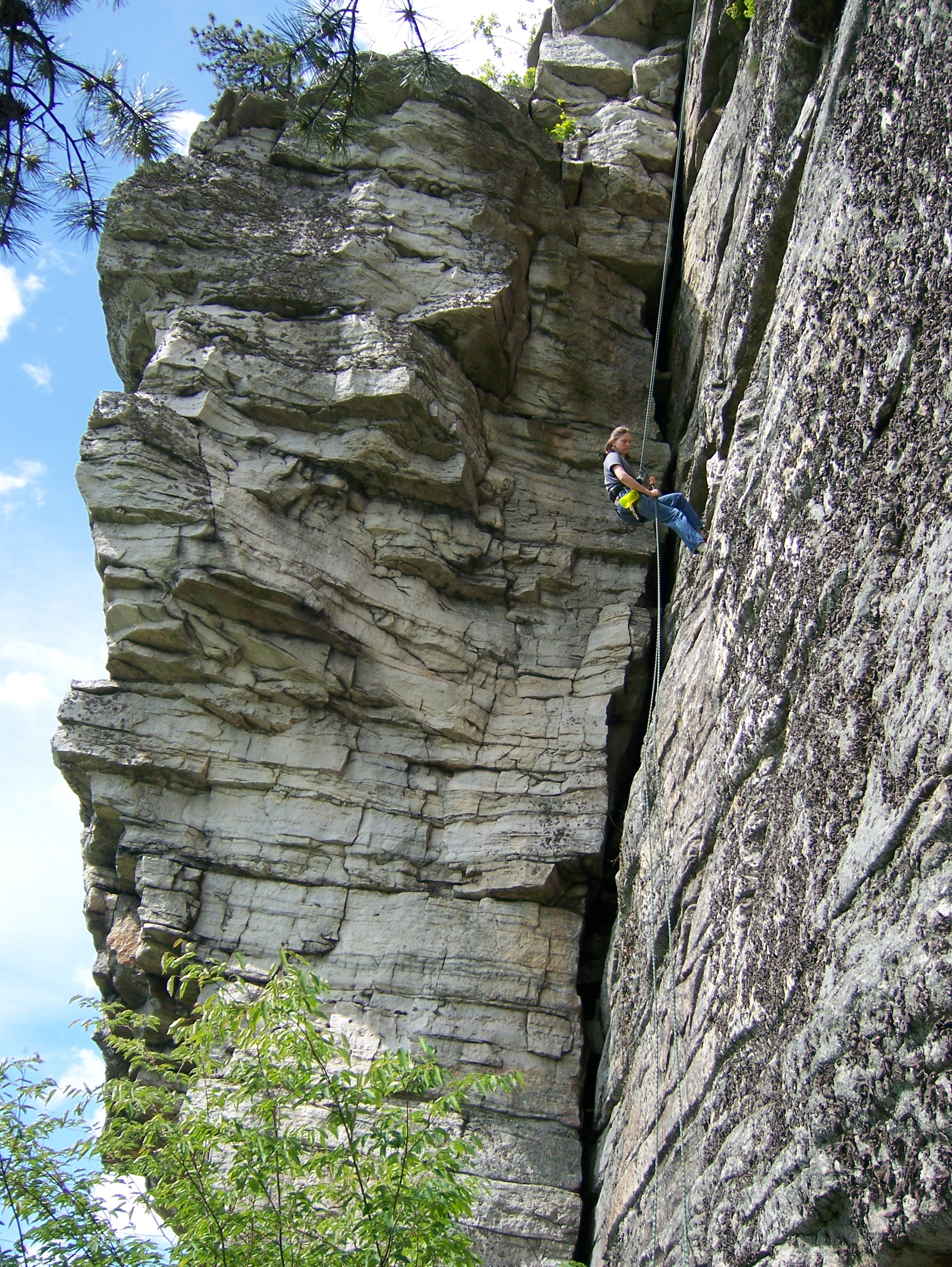
Site d'escalade dans les « Gunks » (Shawangunk Ridge). Lynn Hill a souvent grimpé dans ce massif au cours de ses débuts et y a réalisé les deux ascensions notables Yellow Crack et Vandals.

Cette ascension de Ophir Broke permet à Lynn Hill de commencer à se faire un nom parmi ses pairs. Elle devient ainsi la grimpeuse référence sur le plan des difficultés techniques et impressionne ses collègues masculins comme John Long. Toutefois, la jeune grimpeuse pâtit de la faible place et reconnaissance des femmes dans le milieu. Le topo-guide local attribue par exemple cette première ascension en libre à John Long, faisant dire à la grimpeuse qu'elle reste un nom peu connu à l'époque et vue comme la protégée d'un grimpeur plus célèbre. 
Vivant près de Shawangunk Ridge pendant ses études, elle découvre de nouvelles voies d'escalade libre dans ce massif. En 1984, elle y effectue une première ascension à vue de Yellow Crack (7b+ ; 5.12c) et de Vandals (7c+ ; 5.13a), la première voie de la côte est cotée en 5.13,,. Si son ascension de Yellow Crack est marquée par la prise de risques et l'audace dont elle fait preuve, donnant des sueurs froides à son second Russ Raffa, c'est surtout Vandals qui permet à Lynn Hill de réaliser une révolution personnelle dans son approche de l'escalade. En effet, la grimpeuse prend plus de recul et se montre moins empressée qu’auparavant. Ne cherchant plus à retenter et répéter un passage technique immédiatement après une chute, la grimpeuse préfère rester suspendue dans son baudrier et étudier les passages délicats et les séquences de mouvements nécessaires pour en venir à bout.
« The old style of climbing suddenly seemed rigid, limited, and contrived. »
— Lynn Hill, dans Climbing Free: My Life in the Vertical World

« L'ancien style d'escalade semblait soudain rigide, limité et artificiel. »
— dans Climbing Free: My Life in the Vertical World
Forte de ces réalisations et de son évolution personnelle, la jeune femme réalise les mois suivants plusieurs ascensions marquantes comme Tourist Treat (une seule chute). Pendant toute cette période, Lynn Hill marque durablement de son empreinte les « Gunks » (Shawangunk Ridge). Kevin Bein, la référence locale de l'escalade, estime ainsi que Hill est la meilleure grimpeuse des « Gunks » et place ses réalisations techniques au-dessus de celles des hommes.

### Carrière sportive

#### Découverte de l'Europe
Après ses ascensions remarquées à Shawangunk Ridge, Lynn Hill est invitée en Europe en 1986 à l'initiative du Club alpin français. L'institution convie en effet plusieurs alpinistes et grimpeurs américains de haut niveau à grimper dans les gorges du Verdon, à Fontainebleau et à Buoux. Ce voyage et ces courses sont l'occasion pour la jeune femme de découvrir la culture de l'escalade française. Habituée des dalles et des fissures propres au granite de la majorité des sites américains, elle apprécie particulièrement l'escalade sur calcaire des grandes falaises françaises. En effet, la tendreté de cette roche permet un travail d'érosion important : les voies sont ainsi riches de trous, réglettes et cannelures de toutes tailles qui multiplient la complexité et l'engagement des mouvements, le tout en maintenant un niveau de risque relativement faible. Pour elle qui est petite et dont la technique repose sur la créativité, ce type d'escalade s'avère idéal,.

#### Débuts en escalade sportive et en compétition
Ce voyage permet à Lynn Hill de découvrir l'escalade sportive, alors en développement sur le continent européen,. Les premières compétitions de grimpe orientées sur la difficulté (les voies à gravir se situent dans les cotations extrêmes de l'époque) sont en effet organisées dans les pays historiques de la discipline comme l'Italie ou la France,. À l'époque, les structures artificielles ne sont pas suffisamment avancées pour accueillir ces évènements. Pour cette raison, les sites naturels connus pour leurs voies extrêmes sont privilégiés. 
Intéressée par cette approche de l'escalade, Lynn Hill participe à la seconde édition de Sportroccia en Italie, la compétition internationale d'escalade sportive qui deviendra le Rock Master Festival. L'événement se déroule en deux étapes, l'une à Arco et l'autre à Bardonnèche. Le format de la compétition est orienté sur la difficulté, tout en attribuant des points au style ainsi qu'à la rapidité de l'ascension. Après la première étape, Catherine Destivelle mène dans la catégorie féminine, mais les observateurs notent que la grimpeuse semble capable de l'inquiéter durant la seconde étape. À Bardonnèche, la grimpeuse tient son rang : elle est la seule femme à réussir la voie. Toutefois, Catherine Destivelle remporte la compétition grâce à l'addition des voies et à la prise en compte de la vitesse. 
Pour Lynn Hill, cette première expérience d'escalade en compétition lui offre des sentiments contrastés. D'un côté, elle estime que l'organisation de ces premières compétitions mondiales est parfois difficile à vivre pour les athlètes, particulièrement pour les américains qui sont parfois déroutés par la culture européenne et ne comprennent pas les langues utilisées par la majorité des compétiteurs (français, italien ou allemand). Elle indique ainsi ressentir l'importance des résultats pour les nations européennes et trouve l'organisation erratique, avec des règles évoluant durant la compétition. Elle qui s'est habituée à l'ouverture de la culture américaine sur le mouvement féministe, les attitudes européennes empreintes de conservatisme, concernant les différences des montants des récompenses masculines et féminines par exemple, sont également étranges. D'un autre côté, le fait de pouvoir grimper et se mesurer aux autres athlètes féminines de haut niveau est particulièrement stimulant pour la jeune femme . Dans une interview, elle explique l'impact positif qu'ont pu avoir les grandes compétitrices de la discipline comme les françaises Catherine Destivelle et Isabelle Patissier ou l'italienne Luisa Iovane.

#### Évolutions personnelles concernant l'escalade
En 1988, Lynn Hill devient une athlète professionnelle à temps plein et peut vivre de ses activités de grimpe. Ses performances ainsi que sa présence médiatique (interviews et séances photos notamment) font d'elle une ambassadrice reconnue de la nouvelle discipline. Avec le temps, elle s'adapte aux conditions de grimpe en compétition, particulièrement la présence du public et le côté spectaculaire et divertissant des ascensions. Consciente dès les premiers moments de l'écart entre le nouveau monde de l'escalade de compétition et celui plus traditionnel de l'escalade en falaise, la grimpeuse pointe certaines dérives environnementales de la pratique sportive, comme les altérations du rocher ou le déboisage aux alentours des voies, et prédit son évolution vers des structures artificielles adaptées.
La compétition permet à la jeune femme d'évoluer dans sa pratique de l'escalade ainsi que de son entraînement. Si elle pratiquait la grimpe avec une philosophie traditionnelle au début des années 1980, elle adopte plusieurs méthodes issues de l'escalade sportive après 1986. Par exemple, tandis qu'elle refusait de se reposer en suspension dans son baudrier (hang-dogging) considérant cela comme une tricherie, son ascension de Vandals et sa pratique sportive la pousse à reconsidérer cette pratique et à l'envisager comme le moyen le plus efficace pour s'entrainer et se perfectionner sur des voies difficiles,. Cette évolution personnelle s'inscrit pleinement dans les réflexions et les débats qui touchent le milieu de l'escalade ces années là. Le milieu des années 1980 est en effet une période de tension entre les grimpeurs prônant une approche traditionnelle et ceux souhaitant développer pleinement les aspects sportifs de leur discipline,. Différentes institutions ou clubs organisent alors des débats et invitent parfois Lynn Hill à s'exprimer sur sa perception de ces évolutions. Lors d'un débat pour le Club alpin américain sur la pose de protections amovibles (type coinceurs) ou fixes (pitons à expansion), la grimpeuse défend une solution intermédiaire fondée sur la réussite individuelle devant les difficultés et le respect du rocher. Elle recommande ainsi l'utilisation raisonnée des pitons à expansion : ils doivent apporter de la sécurité aux grimpeurs sans toutefois fausser le rapport de force entre l'individu et le rocher ni dénaturer le cheminement logique de la voie et l'engagement nécessaire.
« [...] the purpose of climbing is to adapt yourself to the rock. You work on yourself to overcome the obstacle of the rock ... I believe climbers should leave the rock as unaltered as possible ... you have a responsibility not only to put in safe bolts but to put them in logical places—to do the least possible alteration of the rock to establish the best possible experience for others. »
— Lynn Hill, dans Beyond risk : Conversations with climbers

« [...] le but de l'escalade est de s'adapter à la roche. On travaille sur soi-même pour surmonter l'obstacle du rocher... Je crois que les grimpeurs doivent laisser le rocher aussi intact que possible... vous avez la responsabilité non seulement de poser des boulons sûrs, mais aussi de les placer à des endroits logiques - de modifier le moins possible le rocher pour offrir la meilleure expérience possible aux autres. »
— dans Beyond risk : Conversations with climbers

#### Compétition et palmarès
Entre 1986 et 1992, Lynn Hill participe à de nombreuses compétitions et remporte plusieurs titres. Elle devient l'une des compétitrices les plus attendues et l'une des principales rivales d'Isabelle Patissier.
Après sa seconde place à Sportroccia en 1986, la grimpeuse profite de l'absence de Catherine Destivelle au Grand prix de France d'escalade qui se déroule sur la falaise de Troubat pour remporter la compétition,,,. En 1987, elle remporte la première édition du Rock Master Festival, qui deviendra sa chasse gardée les années suivantes, ainsi que la compétition internationale indoor de Grenoble,. Lynn Hill maintient son niveau l'année suivante et obtient trois victoires : au Rock Master Festival, au championnat international de Marseille ainsi qu'aux Masters de Paris.
Reconnue pour ces succès les années précédentes, c'est surtout à partir de 1989 que la grimpeuse s'impose comme une référence de la scène d'escalade sportive internationale,. En début d'année, elle remporte une nouvelle fois les Masters de Paris. Malgré une grave chute à Buoux en mai, elle reprend l'entraînement après quelques semaines et peut de nouveau s'aligner sur le circuit dans le courant de l'été,. Elle termine seconde lors du passage de la Coupe du monde à Snowbird (Utah) puis s'impose dans l'ultime étape à Lyon,. Entretemps, la grimpeuse a également gagné le championnat d'Allemagne d'escalade libre et une nouvelle fois le Rock Master Festival.
En 1990, Lynn Hill réalise une saison pleine et s'adjuge le classement général de la Coupe du monde, à égalité de points avec Isabelle Patissier,. Pour construire ce succès, elle réalise plusieurs bons résultats durant les différentes étapes, s'adjugeant celle de Barcelone et une nouvelle fois celle de Lyon. Sa victoire à Lyon constitue d'ailleurs l'un des moments de sa carrière qui lui procure le plus de satisfaction. En effet, elle est la seule féminine à atteindre le sommet de la voie, malgré la pression pour la victoire finale et le fait qu'Isabelle Patissier aurait bénéficié de conseils de grimpeurs masculins. Par ailleurs, seules trois personnes, dont Lynn Hill, parviennent au sommet. Pour plusieurs suiveurs du circuit mondial, il devient clair que durant cette période où les niveaux féminin et masculin sont proches, elle peut être considérée comme la meilleure grimpeuse, tous sexes confondus,.
Toutefois, cette victoire finale sur l'ensemble de la Coupe du monde donne lieu à une controverse entre plusieurs fédérations. En effet, un point de règlement est discuté - le retrait de la moins bonne performance dans le calcul du total de points - entre les instances mondiales et françaises. Les français estiment en effet que le calcul réalisé repose sur une interprétation favorable à la jeune femme et souhaitent voir Isabelle Patissier être déclarée seule vainqueur. La Fédération internationale décide finalement de maintenir le statu quo, entraînant une dégradation des relations personnelles entre Lynn Hill et Isabelle Patissier.
Comme les trois années précédentes, Lynn Hill s'impose de nouveau à Arco en 1990,. En 1991, les performances de la jeune femme sur le circuit sont moins bonnes : elle ne parvient à accéder qu'à un unique podium en Coupe du monde, une seconde place lors de l'étape de Vienne, et ne conserve pas son titre au Rock Master Festival.
En 1992, la grimpeuse renoue avec les succès et les bonnes performances. Elle réalise plusieurs podiums en Coupe du monde et gagne l'étape de Birmingham,. Toutes ces bonnes places lui permettent d'obtenir la troisième place au classement général. Par ailleurs, elle reprend son titre au Rock Master Festival d'Arco.
Pour la grimpeuse, cette période compétitive lui permet de vivre plusieurs années de l'escalade. En effet, à ses revenus tirés des compétitions, Lynn Hill peut compter sur des soutiens financiers de sponsors tels que Petzl, Beal ou Reebok.

#### Performances en falaise
En parallèle de son activité sur le circuit de Coupe du monde, Lynn Hill continue de réaliser des performances majeures en falaise. Ainsi, elle réalise une première féminine remarquée de Running Man sur le site de Shawangunk Ridge (8b / 5.13d) en 1989. Toutefois, c'est avec l'ascension de Masse Critique à Cimaï (France) en janvier 1990 qu'elle s'illustre. Elle devient alors la première femme à réaliser une voie sportive de niveau 8b+ (5.14),. Cette réalisation est une réaction à une provocation peu amène de Jean-Baptiste Tribout, le premier à avoir gravi l'itinéraire, affirmant qu'aucune femme ne pouvait réaliser cette voie. En plus de donner tort au français, la grimpeuse réalise son ascension après neuf jours d'entraînement et un nombre d'essais inférieur au sien.

### Fin de la compétition et retour dans le milieu de l'escalade extrême

#### «It goes boys!»: Première en libre deThe Nose
L'année 1992 marque un tournant dans la carrière de Lynn Hill puisqu'elle décide d'arrêter la compétition, jugeant que la discipline s'est progressivement trop éloignée de sa vision de l'escalade,,. Elle est en effet lasse des méthodes d'entraînement orientées vers la compétition et ne souhaite pas grimper régulièrement sur des structures artificielles. Par ailleurs, elle ne se sent plus en adéquation avec les valeurs et le mode de vie impliqués par la compétition de haut niveau. Elle regrette notamment les tensions entre les athlètes, certaines manœuvres et comportements anti-sportifs ainsi que l'omniprésence des ego individuels. 
Pour l'athlète, sûre de son niveau technique et forte de ses réalisations récentes en falaise, cette nouvelle orientation lui permet de s'investir entièrement dans des projets d'escalade extrême en extérieur. Rapidement, Lynn Hill se tourne vers le Yosemite, cherchant des itinéraires célèbres à parcourir en escalade libre. C'est ainsi que son intérêt se porte sur la célèbre voie The Nose sur El Capitan. 
« At the end of my competition career I felt like things were evolving more towards the indoor format and it really wasn't how I started to climb and it didn't represent the values of climbing in a complete way and so I decided I would do something like this as a retirement gesture. John Long said 'hey Lynnie you should go up and try to free climb The Nose'. So it just happened to be the perfect goal for me and I liked the fact this climb was in Yosemite because I remember going there and just seeing the valley and it was just mind blowing how beautiful it was. I couldn't imagine a more beautiful place anywhere in the world. For me The Nose was much bigger than me, it wasn't about me, it wasn't about my ego, my gratification it was actually something that I wanted to do. I felt like I had a chance and that if I could do that it would be a really big statement to people to think about. You don't have to be a man to do something that's 'out there' as a first ascent. Obviously people tried to do that route and they failed on it and so if a lot of good climbers have come and tried to do it and failed and a woman comes and does it first it's really meaningful. That was my underlying motivation. »
— Lynn Hill, Interview à Climber Magazine

« À la fin de ma carrière de compétitrice, j'ai eu l'impression que les choses évoluaient davantage vers le format intérieur et ce n'est pas vraiment comme ça que j'ai commencé à escalader, cela ne représente pas les valeurs de l'escalade de façon complète. J'ai donc décidé de faire quelque chose comme ça en guise de départ à la retraite. John Long m'a dit « hey Lynnie, tu devrais monter et essayer de grimper en libre The Nose ». C'est l'objectif parfait pour moi et j'aime le fait que cette escalade se fasse au Yosemite parce que je me souviens d'y être allé et d'avoir vu la vallée et c'est vraiment magnifique. Je ne peux pas imaginer un endroit plus beau au monde. Pour moi, The Nose est beaucoup plus grand que moi, il ne s'agissait pas de moi, de mon ego, de ma satisfaction ; c'est en fait quelque chose que je veux faire. Je sens que j'ai une chance et que si j'y parviens, ce serait une grande réussite à laquelle les gens peuvent réfléchir. Il n'est pas nécessaire d'être un homme pour faire quelque chose qui est là comme une première ascension. Il est évident que des gens ont essayé de faire cette voie et qu'ils ont échoué. Donc si beaucoup de bons grimpeurs sont venus, ont essayé de faire cette voie, ont échoué et qu'une femme vient la faire en premier, c'est vraiment significatif. C'est ma motivation profonde. »
— Interview à Climber Magazine

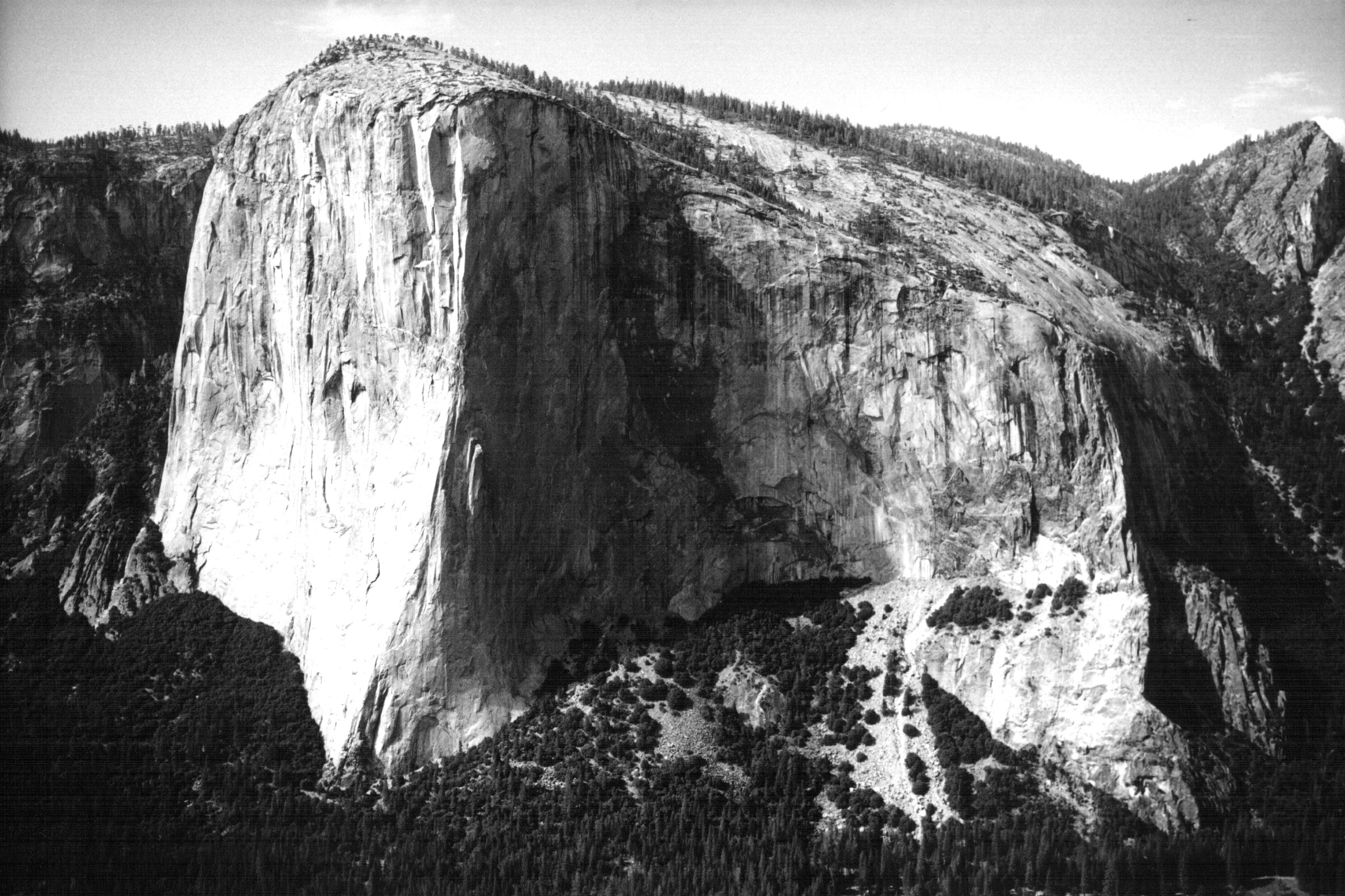
Vue sur El Capitan depuis Lower Cathedral Spire (1965). Sur la gauche, on distingue le Salathé Wall au soleil. La voie The Nose remonte l'arête séparant les deux parois de la falaise (milieu gauche de la photographie).
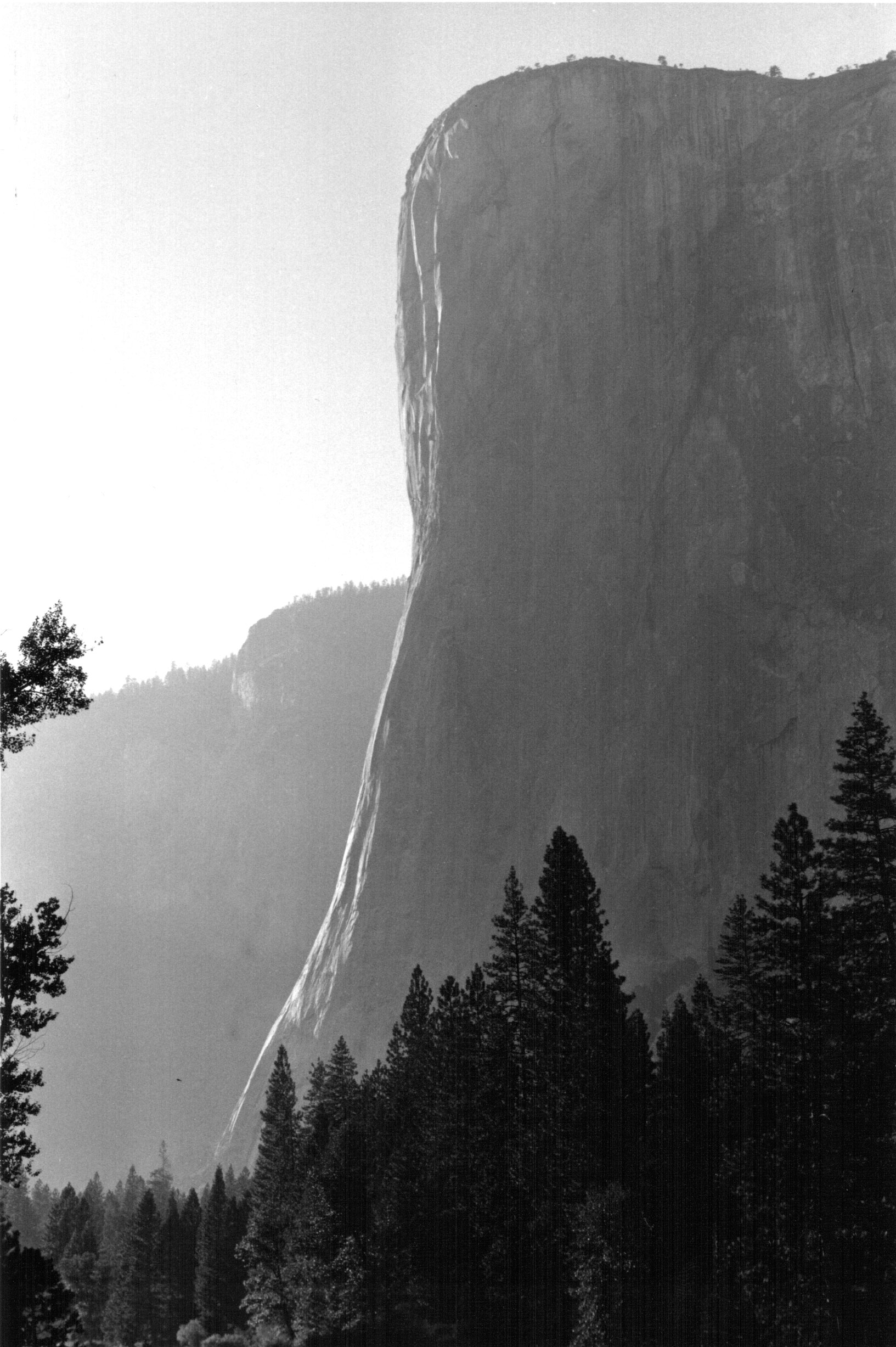
Vue de profil de l'arête séparant les deux parois d'El Capitan (1960). La voie The Nose emprunte cette arête.
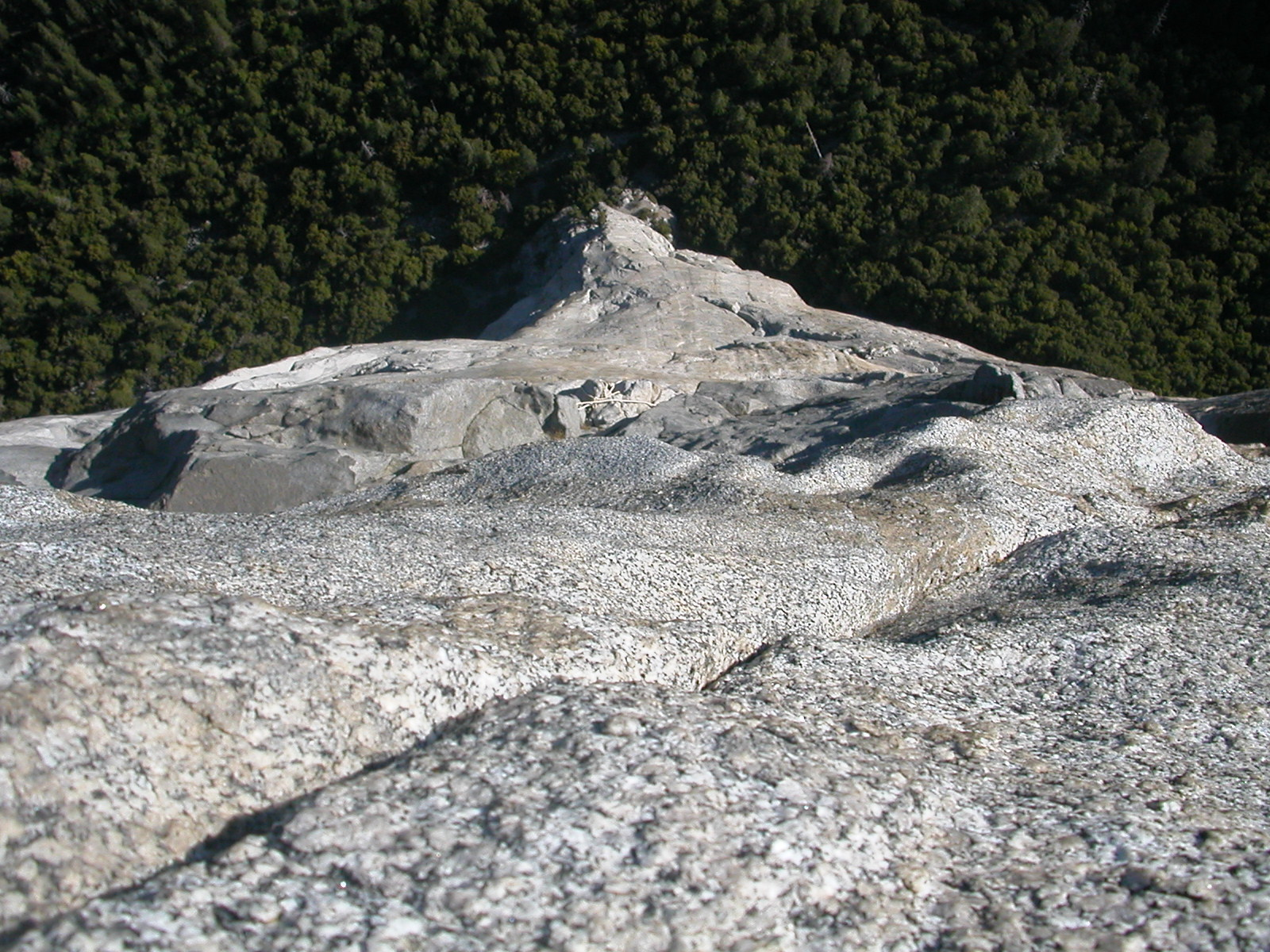
Vue du sol depuis le bivouac camp IV (environ 600 mètres de haut) de la voie The Nose (2009). Ce point de bivouac se situe sous Great Roof, au début du dernier tiers de l'itinéraire.

Hill s'est déjà confrontée à cette paroi de granite de près d'un kilomètre de haut en 1989. Aux côtés de Simon Nadin, rencontré durant une étape de Coupe du monde quelques jours plus tôt, elle décide de tenter une ascension en libre de la voie. Les deux grimpeurs sont au bénéfice d'une solide expérience de l'escalade en falaise et traditionnelle et espèrent réussir leur tentative avant que le Britannique ne rentre en Europe trois jours plus tard. 

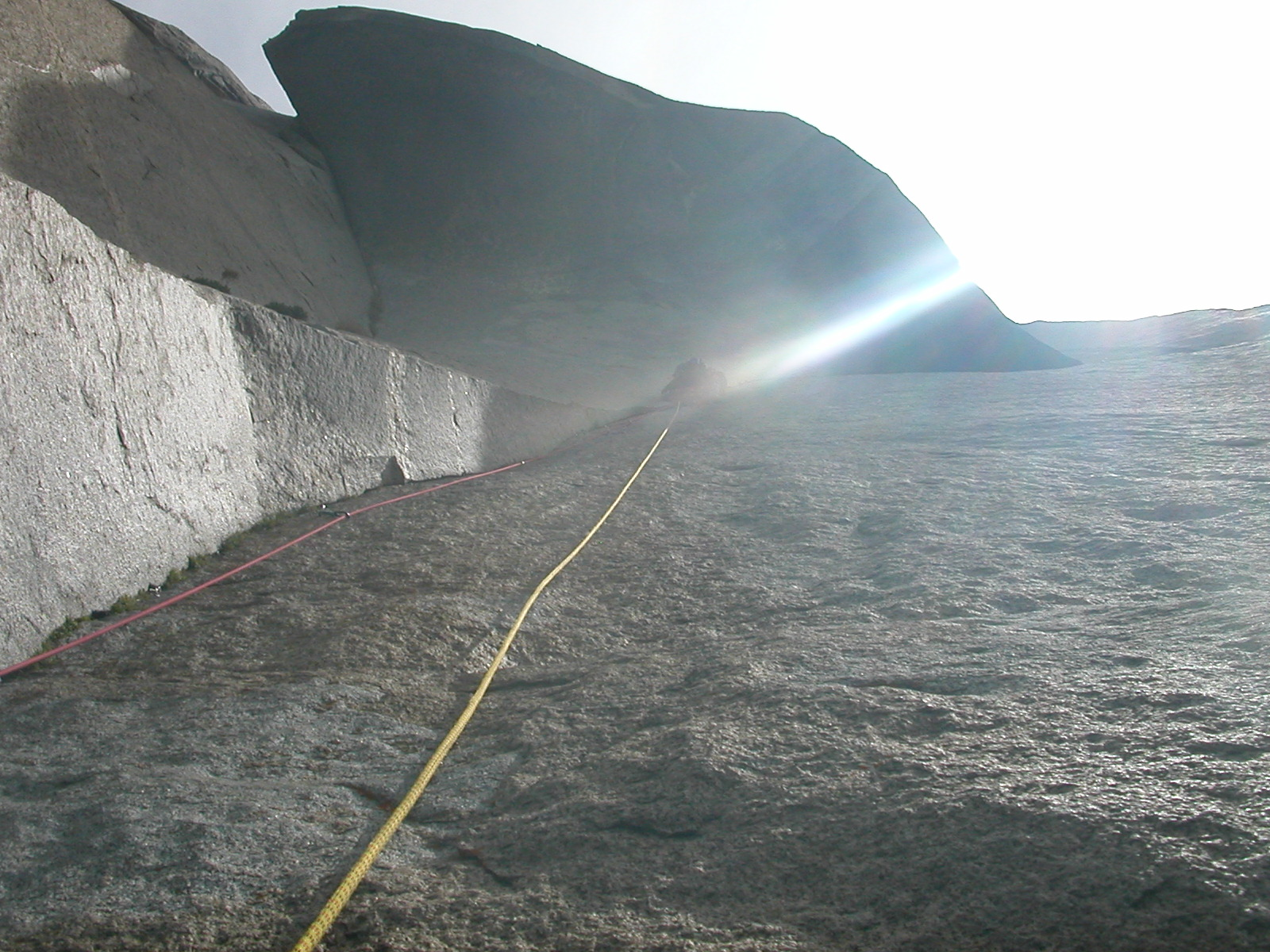
Vue sur le passage Great Roof (2009).

Arrivés aux difficultés majeures dans le dernier tiers de la voie après leur première journée d'escalade, les deux grimpeurs tentent de réussir l'un des deux passages clés intitulé Great Roof. Ce passage demande aux grimpeurs de suivre horizontalement une fissure pour les mains très fine afin de contourner un toit. Tandis que Simon Nadin échoue à tous ses essais, Lynn Hill parvient à surmonter cette difficulté en libre au cours de la seconde journée. Elle est la première personne à y parvenir. Dans son compte-rendu de course au Club alpin américain, la grimpeuse indique qu'elle était relativement confiante dans sa capacité à surmonter ce passage du fait de la petite taille de ses doigts,. 
Les deux grimpeurs poursuivent leur progression et parviennent le soir au bivouac camp VI. Le lendemain, Lynn Hill et Simon Nadin s'attaquent à la principale difficulté de la voie, le passage Changing Corners. Si Lynn Hill pense que sa taille l'avantage dans Great Roof, elle est en revanche moins optimiste pour celui-ci. Elle tente plusieurs séquences de mouvements pour surmonter le système composé d'un dièdre et de petites fissures mais échoue dans toutes ses tentatives. Une étude du passage lui laisse entrevoir une séquence qui pourrait fonctionner mais l'une des prises (un petit trou) est occupée par un vieux piton et les deux grimpeurs n'ont pas emmené avec eux un marteau qui permettrait de le retirer. Les essais de Simon Nadin se montrent tout aussi infructueux. Les deux grimpeurs terminent l'ascension à l'aide de moyens artificiels, ne parvenant pas à mener à bien leur tentative de libération,. 
En 1993, Lynn Hill se lance dans une nouvelle tentative de libération de The Nose, encordée avec Brooke Sandahl. Celui-ci souhaite en effet explorer un itinéraire alternatif au dièdre de Changing Corners qu'il a commencé à travailler en 1992. Les deux Américains commencent leur tentative par une préparation de la paroi. Lynn Hill en profite ainsi pour retirer le vieux piton qui obstrue sa prise comme entrevu en 1989. Puis, durant des sessions d'entraînement sur les longueurs clés, elle parvient à trouver une séquence de mouvements lui permettant de surmonter la difficulté. Elle doit ainsi utiliser des séries de mouvements en opposition (pressions opposées sur la paroi qui permettent de maintenir l'équilibre) demandant une grande finesse et mobilisant tout son corps. 
Début septembre, les deux grimpeurs décident de se lancer dans leur ascension afin de bénéficier de la météorologie clémente,. Forte de son expérience antérieure avec Simon Nadin, Lynn Hill planifie au mieux les aspects logistiques de la tentative, notamment la gestion de l'ascension et de la fatigue inhérente à l'effort, et les deux Américains progressent bien le long de l'itinéraire. Arrivée à Changing Corners, Lynn Hill enchaîne sa séquence dès le premier essai et peut prendre davantage de plaisir lors des dernières longueurs. Après 4 jours d'effort, elle devient la première grimpeuse, hommes et femmes confondus, à gravir cette voie sans recourir à des moyens artificiels. Une fois l'ascension terminée, Lynn Hill lance un « It goes boys ! » qui devient une référence dans le milieu de la grimpe. 
Lynn Hill propose une cotation initiale en 8a (5.13b) pour l’ascension du Nose en libre. Elle précise que la longueur Changing Corners est probablement aux alentours du 8a / 8a+ (5.13b/c). Dans son autobiographie, la jeune femme décrit le passage comme une paroi rocheuse presque lisse et dépourvue de prises correctes. Toutefois, comme toutes les premières ascensions de cette envergure, il est difficile de définir une cotation précise avant plusieurs répétitions. Par la suite, la cotation de Changing Corners est réévaluée et s'établit à 8b / 8c (5.14a/b).

#### Ascension en moins de24 heuresdeThe Nose
Dès sa réalisation de 1993, Lynn Hill anticipait que les grimpeurs se fixeraient de nouveaux défis sur The Nose après sa libération. Elle décrit le fait de repousser systématiquement les limites comme consubstantiel à l'escalade extrême : les premiers grimpeurs cherchaient à atteindre les sommets par tous les moyens possibles, puis, une fois cela réalisé, les successeurs ont emprunté des voies précises considérées comme plus esthétiques ou réduits les moyens artificiels nécessaires pour parvenir au sommet. Dans cette digression sur la discipline, la grimpeuse entrevoit ainsi que la vitesse des ascensions sera un développement important les années suivantes.

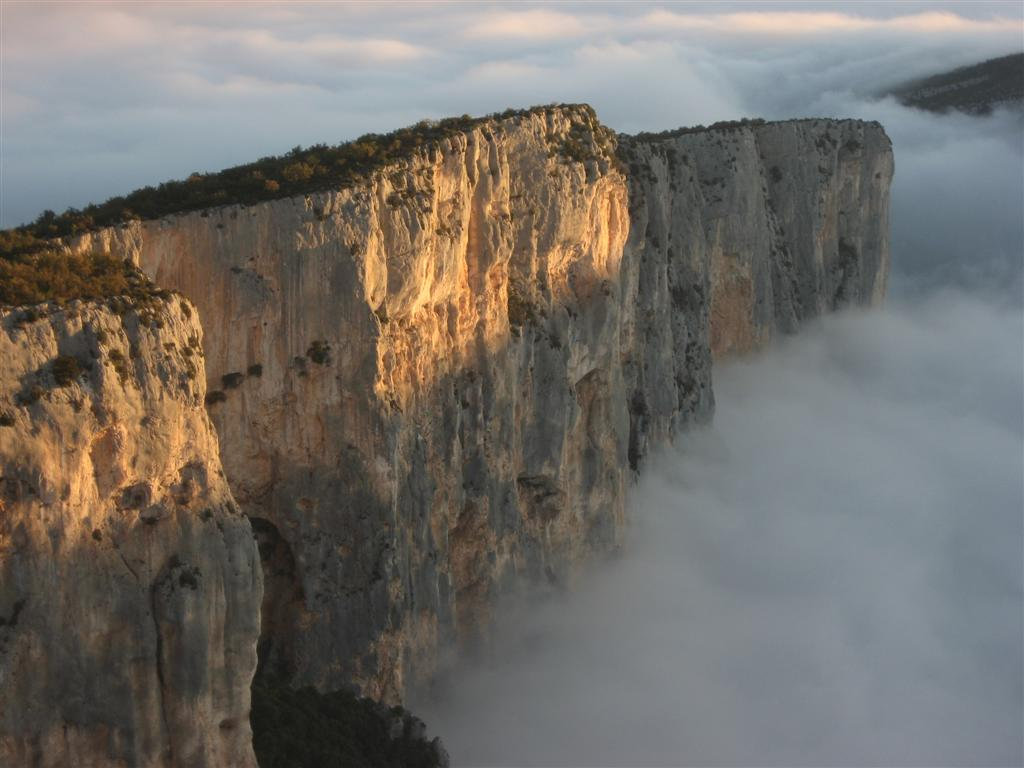
Secteur d'escalade de L'Escalès dans les gorges du Verdon. La voie Mingus se situe dans ce secteur.

En 1994, Lynn Hill retourne sur The Nose pour y établir un record de vitesse aux côtés de Steve Sutton (en second). Pour se préparer à son ascension du Nose en moins de 24 heures en 1994, Lynn Hill s'entraîne dans le sud de la France. Elle profite ainsi de son excellent niveau du moment pour réaliser la voie Mingus (cotée 7c+) dans les gorges du Verdon.
Lynn Hill se lance dans une première tentative le 6 septembre mais comprend rapidement avoir sous-estimé la difficulté inhérente à la vitesse. Sa préparation logistique est en effet défaillante (elle est à court de magnésie pour limiter la transpiration de ses mains et ne dispose que de faibles réserves d'eau) et la grimpeuse se trouve épuisée au niveau de Great Roof. Les deux grimpeurs terminent cette ascension en artificiel, Lynn Hill s'interrogeant sur sa capacité à réaliser son objectif initial,.
Lynn Hill se lance avec son second dans une nouvelle tentative dans la soirée du 19 septembre. Les deux américains enchaînent bien les premières longueurs et atteignent le bivouac camp IV (environ 600 mètres de hauteur), début des difficultés, après environ 10h30 d'escalade. L'ascension se poursuit sur un bon rythme mais dans la section Glowering Spot, Lynn Hill perd l'une de ses protections amovibles. Hésitante sur la conduite à tenir, elle parvient toutefois à trouver un emplacement adéquat pour une protection d'une autre taille et peut continuer sa progression.
La cordée parvient au niveau du bivouac camp VI aux environs de 16 heures de l'après-midi. Soucieuse d'éviter le passage Changing Corners lorsque le soleil chauffe le granite et réduit l'adhérence de cette partie déjà très lisse, Lynn Hill décide de se reposer quelques minutes et d'attendre que l'ombre refroidisse la roche. Après trois chutes sans gravité, elle dépasse la section la plus difficile de la voie et peut filer vers son objectif. Dans son compte-rendu, la jeune femme reconnaît toutefois qu'elle était très fatiguée durant les dernières longueurs, évoluant dans un style très dynamique puisqu'elle ne parvenait plus à contrôler totalement ses mouvements et équilibres. Après 23 heures d'escalade, Lynn Hill parvient au sommet, établissant un record de vitesse et menant à bien son objectif de réaliser l'ascension du Nose en libre en moins de 24 heures,. Comme le rappelle la journaliste Claire Martin, cette vitesse de progression est impressionnante, la plupart des grimpeurs parcourant l'itinéraire durant 4 à 6 jours et progressant en artificiel dans les passages les plus difficiles.

#### Film de l'ascension deThe Nose

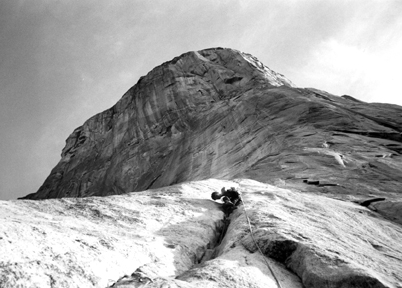
Grimpeur dans la troisième longueur du Nose (1996). La tache noire dans le dernier tiers de la paroi correspond au Great Roof.

Pour son ascension du Nose en moins de 24 heures, Lynn Hill souhaite que la performance accomplie par la cordée soit filmée afin de documenter l'histoire et les évolutions de l'escalade. Elle développe alors un projet de documentaire et participe à l'organisation logistique et technique du tournage.
Durant la préparation de l'ascension au camp 4, la grimpeuse doit ainsi investir du temps et des efforts pour réaliser différentes scènes. De plus, plusieurs problèmes administratifs et techniques perturbent le bon déroulement des opérations. Ainsi, le coproducteur du film se désiste en dernière minute et certains techniciens qui ont peur du vide refusent de descendre en rappel dans la paroi pour effectuer les prises de vue. Rétrospectivement, Lynn Hill estime qu'elle avait sous-estimé l'impact que le documentaire prendrait dans sa préparation et qu'elle ne s'était pas véritablement mise dans de bonnes conditions pour réaliser son ascension record,.
Après l'échec de la première tentative début septembre, Lynn Hill dispose de davantage de temps pour finir le tournage des différentes séquences. L'esprit libéré de l'organisation du film, elle peut ainsi se focaliser sur son ascension et se préparer au mieux pour atteindre son objectif.
Dans son ouvrage sur l'évolution de la culture des grimpeurs du Yosemite, Joseph Taylor explique que l'ascension filmée de The Nose par Lynn Hill constitue un tournant important. En effet, d'un esprit initial proche de la contre-culture des années 1960, l'escalade au Yosemite est devenue un spectacle où la vidéo et les moyens techniques tentent de capturer la spontanéité et les émotions d'une ascension record.

### Expéditions

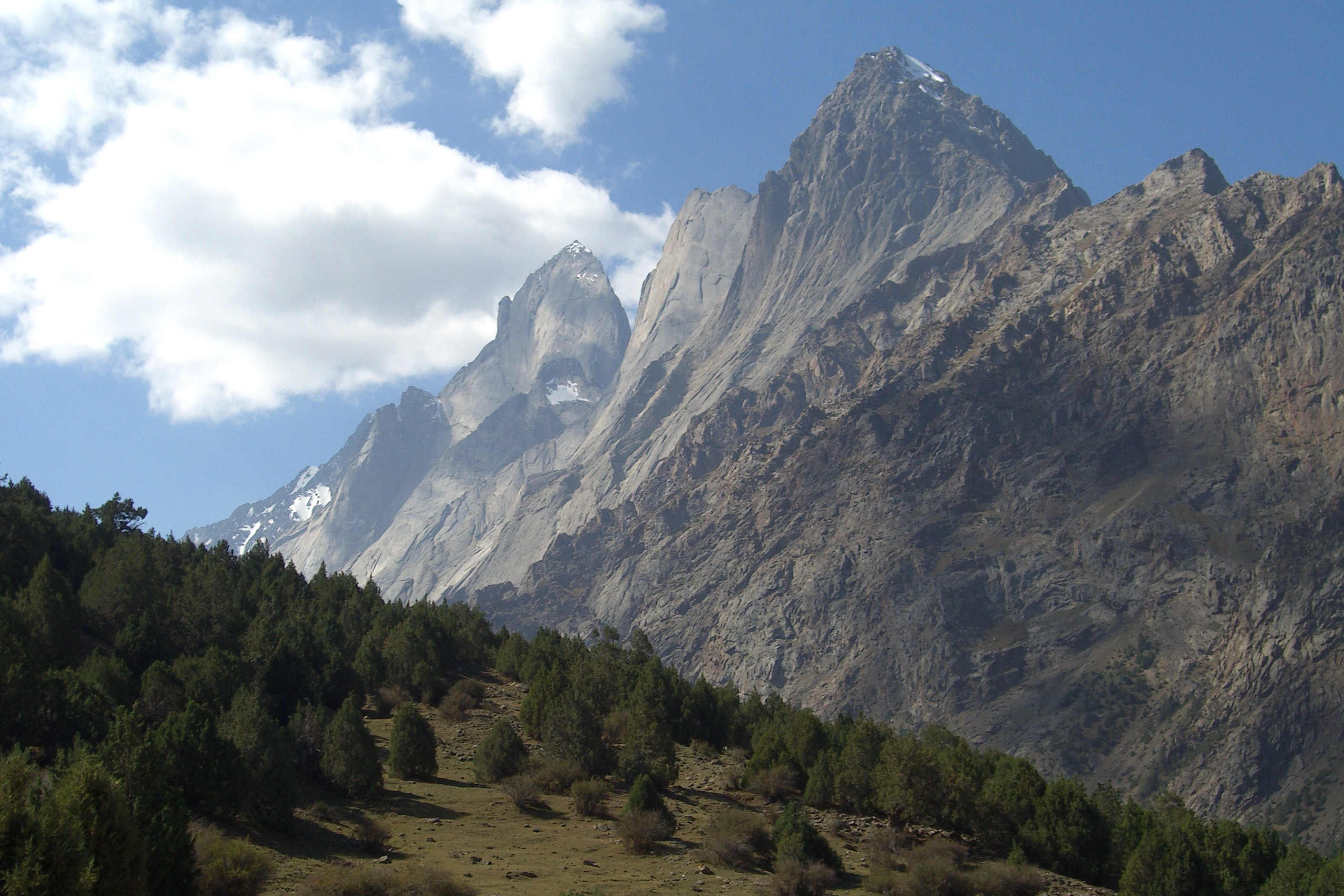
Vue sur la rive droite de la vallée de Karavshin (2007). Le pic Odesa (pic 4810) se situe à l'arrière plan. Les ascensions réalisées par les grimpeurs de l'expédition se trouvent sur des falaises en face, sur la rive gauche.

Après ses grandes réalisations, Lynn Hill intègre le groupe des grimpeurs soutenus par The North Face. Cette collaboration permet à la grimpeuse de participer à plusieurs expéditions ouvrant des voies extrêmes dans des régions reculées du monde. En 1995, elle part pour la vallée de Karavshin au Kirghizistan aux côtés entre autres de Greg Child, Alex Lowe, Dan Osman et Conrad Anker. Avec le premier, Lynn Hill s'octroie deux premières : Perestroika Crack (7b / 5.12b) et Clodhopper Direct (6b / 5.10+). Associée à Alex Lowe, Hill ouvre une troisième voie avec West Face (7b / 5.12b). 
En regard des conditions de l'expédition, celle-ci doit avant tout être considérée comme de l'alpinisme. Les conditions climatiques rudes (neige et froid) ainsi que l'isolement des lieux d'ascension la poussent dans ses retranchements. Comme elle l'indique dans son autobiographie, tout cet environnement lui fait ressentir un fort sentiment de vulnérabilité. Par ailleurs, elle n'apprécie pas l'exposition au risque inhérente à l'alpinisme. Par la suite, Lynn Hill préfère décliner ce type d'expédition et se concentrer davantage sur celles correspondant à une vision classique de l'escalade.

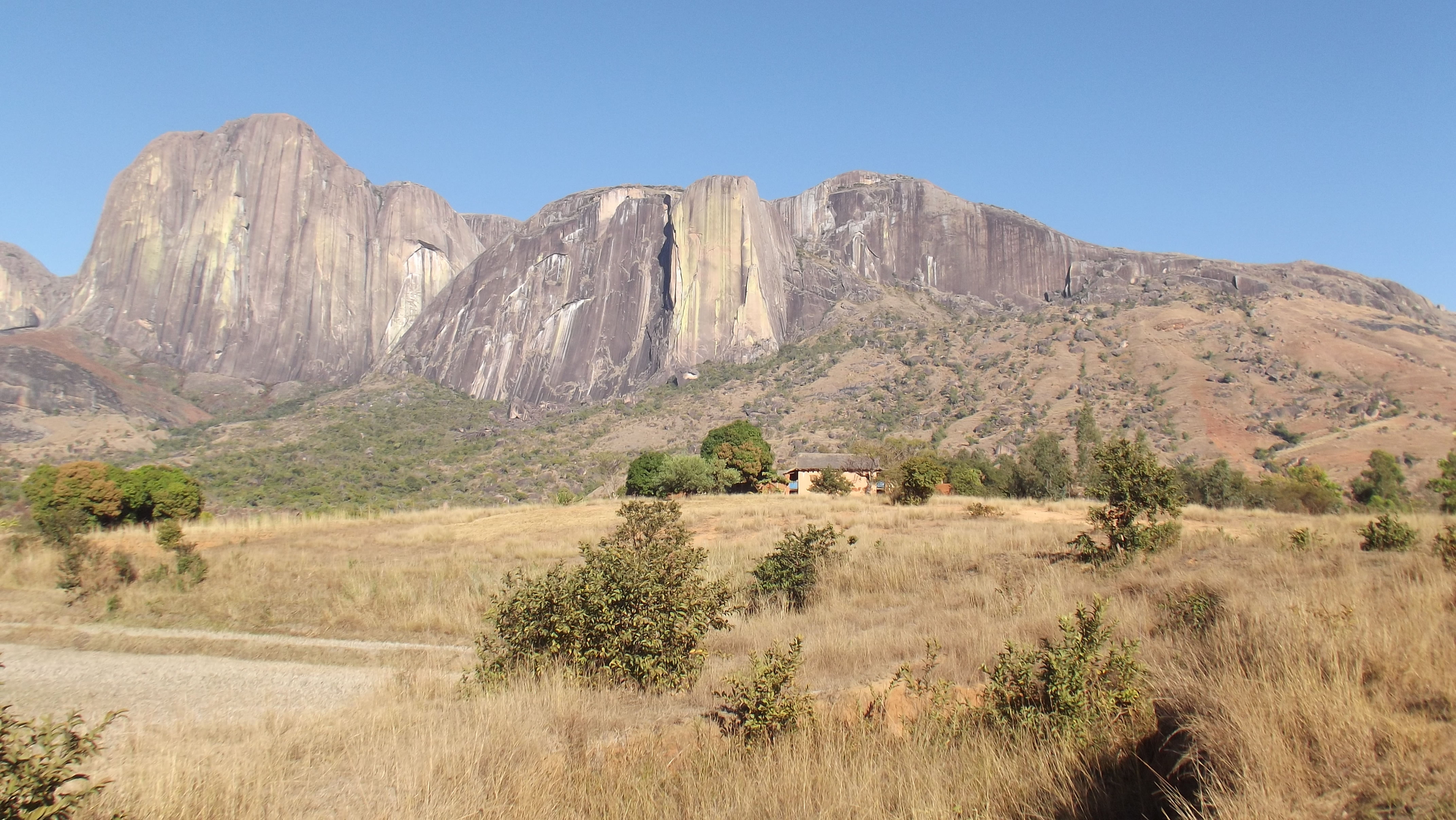
Vue sur le massif du Tsaranoro (2013).

Après cette première expérience, Lynn Hill part pour le Viêt Nam. Au cours de cette expédition, elle participe à plusieurs ouvertures sur des parois alors inconnues. Elle raconte notamment l'intense travail de préparation et de nettoyage que ce type de réalisations requiert.
Lynn Hill réalise également une expédition dans le massif du Tsaranoro à Madagascar en 1999,. La particularité de cette expédition est de n'être composée que de grimpeuses. À cette occasion, elle ouvre avec Beth Rodden, Nancy Feagin et Kath Pyke la grande-voie Bravo les Filles (8b / 5.13d A0) dans une imposante paroi granitique.
Entre ses départs, Lynn Hill continue de réaliser des premières notables sur les sites d'escalade plus traditionnels. En 1998, elle ajoute trois premières féminines notables pour l'escalade américaine. Tout d'abord, elle gravit deux blocs emblématiques du Yosemite : Midnight Lightning (coté 7B ; V8) et King Cobra (coté 7C / 7C+ ; V9/10). Puis, quelques semaines plus tard, elle parcourt l'itinéraire To Bolt or not to be à Smith Rock, première voie américaine en 8b+ (5.14).

### Retraite de l'escalade extrême

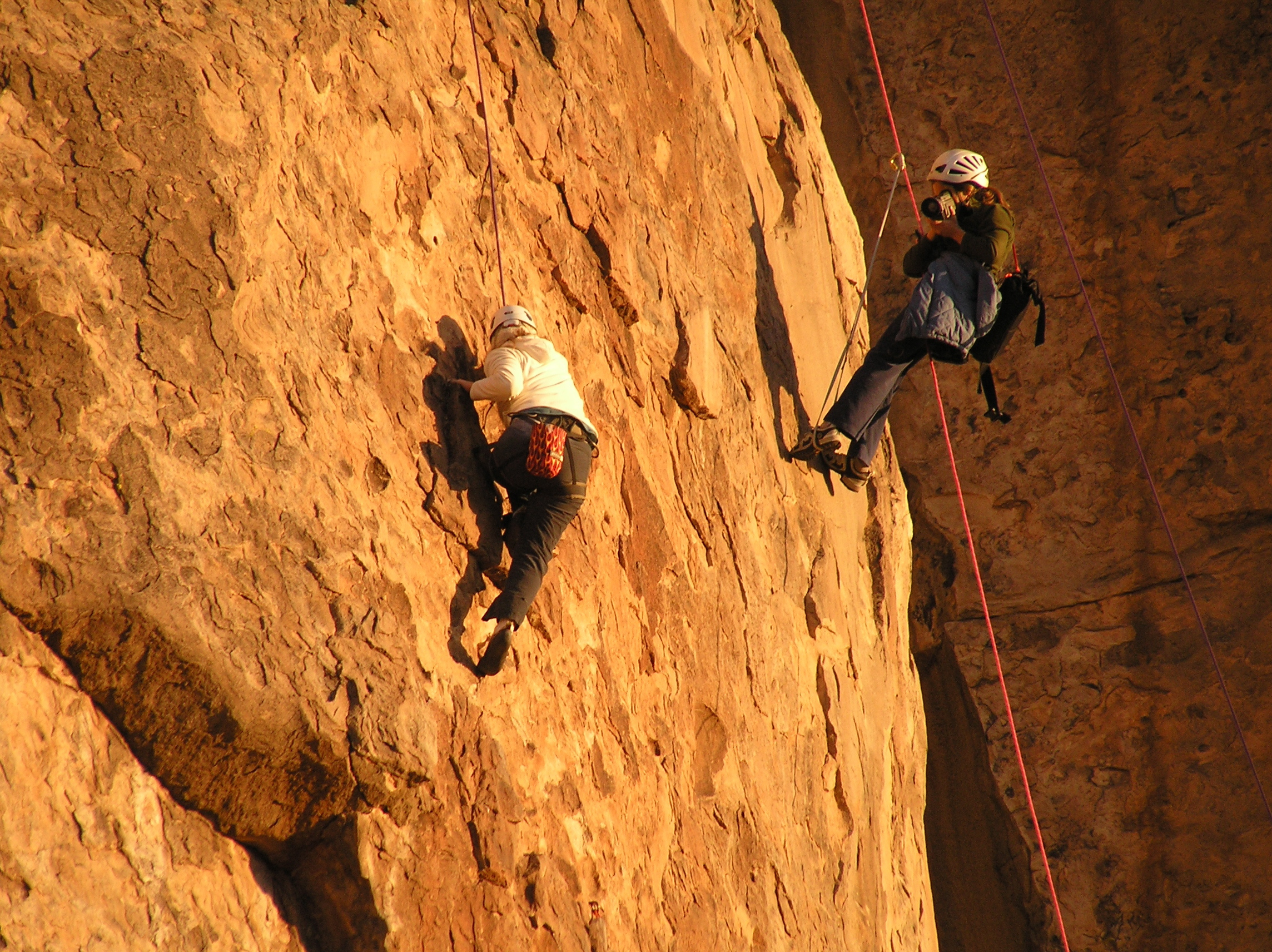
Lynn Hill filmant une grimpeuse à Hueco Tanks en 2006.

Après la fin de sa collaboration avec The North Face en 2001, Lynn Hill se tourne vers des activités orientées sur la transmission de l'escalade aux États-Unis. En plus d'activités de conférencière et de guide d'escalade (organisation de camps d'entraînement par exemple), elle rédige avec Greg Child son autobiographie, Climbing Free: My life in the vertical world. Ce livre est pour elle l'occasion de raconter son histoire ainsi que celle de l'escalade, mais également de développer un point de vue féminin sur les différents évènements.
Si elle s'installe de manière pérenne à Boulder, elle continue de voyager régulièrement à travers le monde pour grimper. Elle est soutenue dans ses activités par la marque Patagonia mais, retirée du circuit des compétitions et des réalisations extrêmes, elle ne bénéficie plus de sponsoring par des équipementiers techniques (comme pour les chaussons d'escalade),.

## Approche du risque et accident

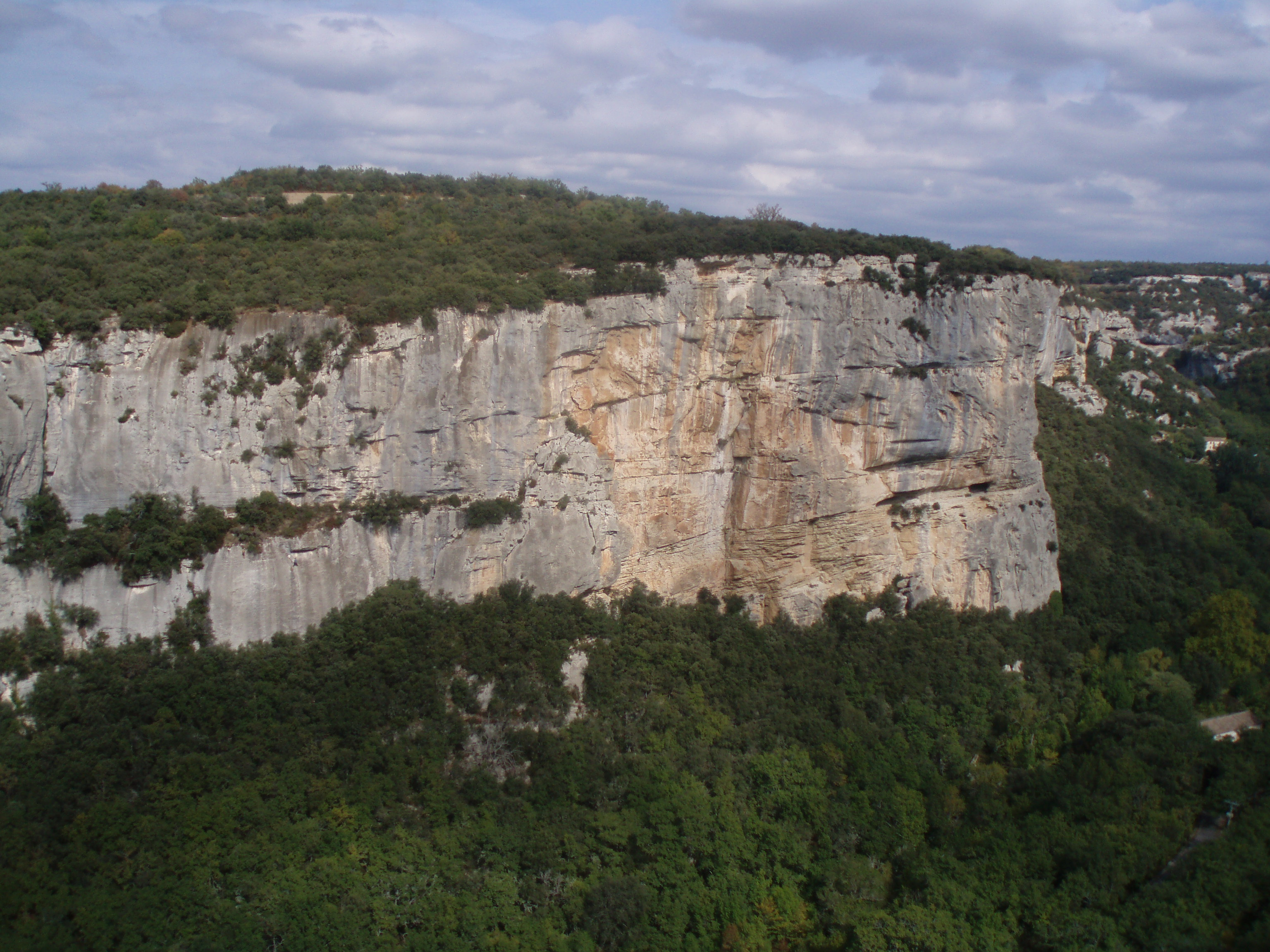
Site d'escalade de Buoux dans le Vaucluse (France). Lynn Hill y a fait une grave chute de 25 mètres le 9 mai 1989.

Durant sa carrière, Lynn Hill n'a connu qu'un seul accident majeur,,. Le 9 mai 1989 à Buoux, elle fait une chute de 25 mètres lors d'une séance de grimpe avec son mari d'alors, Russ Raffa. La jeune femme commence l'ascension de sa voie sans remarquer qu'elle a oublié de finir son nœud d'encordement. L'accident se produit en haut de la falaise lorsque Lynn Hill se suspend dans son baudrier pour redescendre mais n'est pas retenue par la corde. L'américaine parvient toutefois à s'accrocher à un arbre qui ralentit son retour au sol. Assommée, elle se luxe le coude gauche et se casse un os du pied. Cet accident se produit pendant sa période de préparation pour la Coupe du monde et l'oblige à cesser son entraînement durant quelques semaines. Bien que la jeune femme accuse le coup, elle s'investit pleinement dans sa rééducation et reprend l'escalade seulement six semaines après sa chute.
Bien qu'elle se soit tournée vers l'escalade extrême et qu'elle ait participé à des expéditions, l'Américaine ne s'est jamais orientée vers l'alpinisme,. En plus d'un désintérêt pour la discipline et ses contraintes, Lynn Hill estime que la montagne présente une exposition au danger trop importante. Elle a d'ailleurs perdu plusieurs amis et connaissances lors de tentatives d'ascensions extrêmes ou d'expéditions.

## Défense de la condition des femmes en escalade
Tout au long de sa pratique de l'escalade, Lynn Hill s'est attachée à défendre la position des femmes dans cette pratique sportive. Dès ses premières expériences et réalisations au Yosemite ou à Shawangunk Ridge, l'Américaine a encouragé les grimpeuses et a voulu montrer les réalisations majeures dont elles étaient capables,. Lors de ses interviews, la grimpeuse américaine aime à rappeler une anecdote qui permet de mieux comprendre sa pensée sur le sujet. Lors d'une de ses premières courses à Joshua Tree, elle discute avec un homme qui s'étonne de la voir réussir une voie que lui-même ne parvient pas à terminer. La jeune fille comprend à travers ces brefs échanges l'asymétrie qui peut exister entre l'avis des autres sur ce qu'elle peut réaliser en tant que femme et le sien. Opposée à l'idée qu'elle soit moins capable que les hommes, Lynn Hill cherchera durant toute sa carrière à montrer que la réussite en escalade n'est pas une question de sexe,. 
Avec du recul sur sa carrière, Lynn Hill estime avoir souvent fait face à des remarques et des comportements sexistes. Dans la même veine que cette anecdote à Joshua Tree, la plupart des propos sexistes mettent en avant l'impossibilité pour les femmes de réussir certaines voies, ce à quoi l'Américaine réagit par des réalisations démontrant le contraire comme sa réalisation de Masse Critique en 1990. Elle explique que cette attitude générale est ancrée dans la culture américaine et qu'il est difficile d'en sortir. Elle cite notamment l'encouragement fait aux jeunes filles de ne pas réaliser trop de musculation, ce qui plus tard nuit à la performance sportive. De ce point de vue, l'Américaine a toujours remercié sa famille de l'avoir laissée être un « garçon manqué » et s'entraîner comme elle l'entendait. 
Au début de sa carrière, cette position l'amène à réclamer avec insistance un traitement égal entre hommes et femmes. Elle souhaite par exemple que les parcours pour l'escalade sportive féminine soient identiques à ceux utilisés dans les catégories masculines. Toutefois, avec le développement de l'aspect spectaculaire de l'escalade en compétition, Lynn Hill tempère son propos. Constatant que le public souhaite voir les compétiteurs et compétitrices surmonter les difficultés et parvenir au sommet des voies mais que les femmes y arrivent moins fréquemment que les hommes sur des voies mixtes, l'Américaine comprend la position des organisations proposant des parcours féminins légèrement plus accessibles. 
Malgré cette évolution dans son approche des différences hommes / femmes dans l'escalade, Lynn Hill n'a jamais dérogé à considérer que seules les capacités d'adaptation au rocher prévalaient. Ainsi, elle estime que ce sont avant tout certaines caractéristiques physiques comme la taille ou le rapport poids / puissance qui peuvent avoir un impact sur la performance en grimpe. Pour elle, ces caractéristiques sont en moyenne plus présentes chez les hommes, ce qui leur offre un avantage mais sans que cela ne soit fondamentalement lié au sexe. Par ailleurs, elle indique que le poids moyen plus faible des femmes peut les avantager dans les voies demandant de l'endurance. Surtout, la grimpeuse, réputée pour sa petite taille, se présente comme un contre-exemple aux visions trop axées sur les composantes physiques comme explication de la performance. Elle rappelle fréquemment que les aspects psychologiques sont déterminants dans les réalisations sportives de haut niveau,. 
À partir de la fin des années 1990 puis durant les années 2000, Lynn Hill se retire progressivement de l'escalade extrême mais continue d'aider et de soutenir les jeunes grimpeuses professionnelles. Souvent identifiée par ces dernières comme un modèle, l'Américaine les guide et les conseille dans leurs réalisations majeures. Ainsi, elle épaule des grimpeuses comme Beth Rodden ou Nina Caprez, notamment lorsque celles-ci souhaitent réaliser une répétition de The Nose. Cette attitude vise également à aider les grimpeuses à combler le manque d'exposition médiatique dont souffre les femmes dans le milieu sportif et en escalade,.

## Reconnaissance internationale
Les performances mais aussi la personnalité de Lynn Hill lui assurent une place particulière dans l'histoire de l'escalade. Tout d'abord, l'Américaine est une des grimpeuses ayant permis à l'escalade sportive de se développer et de sortir de son carcan montagnard. Ses titres mais aussi la rivalité qui l'a opposé aux européennes Catherine Destivelle, Isabelle Patissier ou Luisa Iovane ont suscité un intérêt certain de la part du public.
Dans cette veine, l'Américaine fut une figure pour l'escalade féminine et américaine. Plus accessible et médiatique que les grimpeurs habituels du Yosemite, attachée à défendre la position des femmes dans un milieu emprunt de valeurs masculines, Lynn Hill a permis à de nombreuses personnes de mettre un visage et des valeurs sur l'escalade. À l'instar de Patrick Edlinger en France, elle a permis à une partie du grand public de découvrir et s'approprier la discipline. Son activité importante pour transmettre et faire connaître l'escalade une fois sa carrière sportive terminée ont ainsi renforcé ce rôle pour l'escalade féminine et américaine. Ses différentes expéditions et réalisations ont aussi donné lieu à une production écrite ou documentaire qui a contribué à promouvoir l'escalade. De plus, ses positions pour la promotion de l'escalade féminine ont rencontré un véritable écho auprès de nombreuses jeunes femmes, entraînant une augmentation du nombre de pratiquantes.
Toutefois, Lynn Hill est avant tout reconnue par le milieu de l'escalade pour son ascension en libre du Nose. Pour mesurer l'impact de cette première, il convient de mentionner que la première répétition non polémique de la voie en libre ne sera réalisée que 12 ans plus tard par une cordée composée de Tommy Caldwell et de Beth Rodden,. Rapidement après l'ascension de Lynn Hill, plusieurs grimpeurs de renom dont Yvon Chouinard estiment que cette réalisation de l'Américaine constitue un tournant pour l'évolution de l'escalade sur rocher.
Avec le temps, l'impression pour la majorité des observateurs que cette première constitue un accomplissement majeur dans l'histoire de l'escalade s'est renforcée. Ainsi, avec l'ouverture d'Action Directe par Wolfgang Güllich (la première voie cotée en 9), David Chambre voit dans la performance de l'Américaine l'ouverture par les grimpeurs extrêmes d'un nouveau degré de difficulté au cours des années 1990. Par ailleurs, plusieurs spécialistes estiment que cette performance sur la plus célèbre voie du plus célèbre big wall permet à Lynn Hill de prétendre être l'une des meilleures grimpeuses de son époque, hommes et femmes confondus. Ainsi, Alexander Huber est d'avis qu'avec la première en libre du Nose, Lynn Hill a dépassé le niveau technique de tous les grimpeurs et grimpeuses de son époque.

« Sa première en libre du Nose [...] peut objectivement être considérée comme le fait majeur, tous sexes confondus, de cette fin du XXe siècle. »

— David Chambre, Le 9e degré
Sa première en libre du Nose a également rencontré un écho auprès du grand-public. Des journaux généralistes comme Le Monde, Libération ou The Guardian ont présenté des portraits de l'Américaine insistant notamment sur cette ascension,,.

## Présence médiatique
En plus de sa carrière sportive et de ses grandes ascensions, Lynn Hill est connue du grand public américain pour ses apparitions dans des émissions télévisées à succès, principalement orientées sur les performances athlétiques et spectaculaires. Sur les conseils de la grimpeuse américaine Beverly Johnson, Lynn Hill participe à l'émission Survival of the Fittest et la remporte durant quatre saisons entre 1980 et 1984,,. Au cours des différentes saisons, Lynn Hill à l'occasion de montrer l'étendue de ses capacités sportives, battant des athlètes olympiques en grimper de corde ou en course de fond. Dans son autobiographie, elle écrit avoir entendu une rumeur selon laquelle les producteurs ne trouvant personne pour la battre, le diffuseur NBC avait fini par annuler la partie féminine de l'émission.
Comme dans le monde de l'escalade où la grimpeuse a toujours défendu la position des femmes, sa présence à Survival of the Fittest a été marquée par sa lutte contre les discriminations concernant les cachets entre les athlètes masculins et féminines. Lors de sa première participation, Lynn Hill découvre que les hommes reçoivent 15 000 dollars pour participer à six épreuves tandis que les femmes en obtiennent 5 000 pour quatre. Indignée par cette différence, elle demande que la parité soit respectée et que les femmes reçoivent au minimum 10 000 dollars. Afin de faire pression sur la production, elle propose aux autres concurrentes de boycotter la saison suivante. Un accord est finalement trouvé, la production acceptant les demandes et augmentant les prix féminins les années ultérieures,.
Au début des années 1980, Lynn Hill apparaît également dans des shows de cascade et de records comme The Guinness Game, That's Incredible! et Ripley's Believe It or Not!. Elle décrit sa prouesse de monter au-dessus d'une montgolfière à 1 800 mètres d'altitude pour l'émission That's incredible! comme la cascade la plus ridicule qu'elle ait jamais faite.
Malgré sa notoriété télévisuelle associée aux divertissements, l'image de Lynn Hill pour le grand public américain reste indéfectiblement liée à l'escalade. Elle doit ainsi sa célébrité à une affiche créée pour la marque Patagonia en 1982, la montrant en action en pleine paroi. Par ailleurs, elle apparaît dans le film sur les sports d'aventure Extreme en 1999. Pour cette production, Nancy Feagin et elle sont filmées lors d'une escalade dans la vallée d'Indian Creek (Utah). Elle est également apparue dans Vertical Frontier, un documentaire sur l'escalade de compétition dans la vallée de Yosemite,.

## Vie personnelle
Lors d'un voyage à la Shawangunk Ridge dans l'État de New-York, en 1983, Lynn Hill rencontre le grimpeur Russ Raffa,. Les deux jeunes américains entretiennent alors une relation à partir de 1984 puis se marient le 22 octobre 1988. Toutefois, le couple décide de se séparer en mars 1991, ne parvenant pas à concilier leurs emplois du temps respectifs ainsi que le souhait de Lynn Hill de fonder une famille. 
Immédiatement après sa séparation, Lynn Hill s'installe à Grambois dans le Vaucluse. Elle se rapproche ainsi d'amis européens et surtout du massif du Luberon et de ses nombreuses voies d'escalades de réputation internationale,. 
Lors d'un voyage d'escalade à Moab (Utah) en 2004, Lynn Hill rencontre Brad Lynch qui devient son compagnon. Quelques mois plus tard, elle donne naissance à un garçon. Dans ses interviews, la grimpeuse américaine évoque sans détour sa maternité et l'impact de celle-ci sur sa vie et ses activités de grimpe. Elle explique ainsi que si s'occuper de son fils réduit le temps qu'elle peut consacrer à l'escalade, cela n'affecte en rien sa passion pour cette activité.
« I feel that right now, it doesn't have to be all about me and my experiences. I was ready to begin a new role; to face new challenges and adventures as a mother. It's a good learning experience adjusting to the sacrifices that need to be made. »
— Lynn Hill, Interview à Rockriprollgirl.com

« Je pense qu'en ce moment, il n'est pas nécessaire que tout tourne autour de moi et de mes expériences. J'étais prête à commencer un nouveau rôle, à relever de nouveaux défis et à vivre de nouvelles aventures en tant que mère. C'est une bonne expérience d'apprentissage que de s'adapter aux sacrifices qui doivent être faits. »
— Interview à Rockriprollgirl.com

## Ascensions notables
La liste est établie d'après le recueil de climbandmore.com.
| Année | Cotation           | Voie et site                                                                                  | Description                                                     | Cordée notable                              |
| ----- | ------------------ | --------------------------------------------------------------------------------------------- | --------------------------------------------------------------- | ------------------------------------------- |
| 1979  | 7c (5.12d)         | Ophir Broke, Telluride, Colorado                                                              | Première ascension en libre                                     | avec John Long                              |
| 1979  | 7c (5.12d)         | Pea Brain, Col Independence, Colorado                                                         | Première ascension en libre                                     | avec John Long                              |
| 1979  | 7a+ (5.12)         | Stairway to Heaven, Tahquitz Peak, Californie                                                 | Première ascension en libre                                     | avec John Long et Tim Powell                |
| 1980  | 7a+ (5.12)         | Coatamundi Whiteout, Granite Mountain, Arizona                                                | Première ascension en libre                                     | avec John Long et Keith Cunning             |
| 1981  | 7a+ (5.12a)        | Hidden Arch, Parc national de Joshua Tree, Californie                                         | Première ascension en libre                                     |                                             |
| 1981  | 6c (5.11a)         | Levitation 29, Red Rock Canyon National Conservation Area, Nevada                             | Première ascension en libre                                     | avec John Long, Jorge et Joanne Urioste     |
| 1982  | 6c (5.11)          | Blue Nubian, Parc national de Joshua Tree, Californie                                         | Première ascension en libre                                     |                                             |
| 1984  | 7b+ (5.12c)        | Yellow Crack, Shawangunk Ridge, État de New York                                              | Première ascension en libre                                     |                                             |
| 1984  | 7c+ (5.13a)        | Vandals, Shawangunk Ridge, État de New York                                                   | Première ascension en libre                                     |                                             |
| 1984  | 7b+ (5.12c)        | Organic Iron, Shawangunk Ridge, État de New York                                              | Première ascension en libre                                     |                                             |
| 1985  | 7b+ (5.12c)        | Organic Iron, Shawangunk Ridge, État de New York                                              | Première ascension en libre                                     | avec Russ Raffa                             |
| 1987  | 7a+ (5.12)         | Girls Just Want to Have Fun, Shawangunk Ridge, État de New York                               | Première ascension en libre                                     |                                             |
| 1988  | 7c (5.12d)         | The Greatest Show on Earth, Parc national et réserve de New River Gorge, Virginie-Occidentale | Première ascension en libre                                     |                                             |
| 1989  | 8b (5.13d)         | Running Man, Shawangunk Ridge, État de New York                                               | Première ascension en libre                                     |                                             |
| 1990  | 8b+ (5.14)         | Masse Critique, Cimaï, France                                                                 | Première féminine en libre Première féminine à la cotation 5.14 |                                             |
| 1992  | 8a (5.13b)         | Simon, Jura franconien, Allemagne                                                             | Première femme à réaliser la cotation en libre et à vue         |                                             |
| 1993  | 8b+ / 8c (5.14a/b) | The Nose, El Capitan, Yosemite                                                                | Première ascension en libre                                     | avec Brooke Sandahl                         |
| 1994  | 7c+ (5.13a)        | Mingus, Gorges du Verdon, France                                                              | Première ascension en libre                                     |                                             |
| 1994  | 8b+ / 8c (5.14a/b) | The Nose, El Capitan, Yosemite                                                                | Première ascension en libre en moins de 24 heures               |                                             |
| 1995  | 6b (5.10+)         | Clodhopper Direct, Kirghizistan                                                               | Première ascension en libre                                     | avec Greg Child                             |
| 1995  | 7b (5.12b)         | Perestroika Crack, Kirghizistan                                                               | Première ascension en libre                                     | avec Greg Child                             |
| 1995  | 7b (5.12b)         | West Face, Peak 4810, Kirghizistan                                                            | Première ascension en libre                                     | avec Alex Lowe                              |
| 1997  | 7c+ (5.13a)        | Tête de Chou, Gorges du Toudra, Maroc                                                         | Première ascension                                              |                                             |
| 1998  | 7B (V8)            | Midnight Lightning, Camp 4, Yosemite                                                          | Première ascension féminine                                     |                                             |
| 1998  | 7C / 7C+ (V9/10)   | King Cobra, Camp 4, Yosemite                                                                  | Première ascension féminine                                     |                                             |
| 1998  | 8b+ (5.14a)        | To Bolt or Not to Be, Parc d'État de Smith Rock, Oregon                                       | Première ascension féminine en libre                            |                                             |
| 1999  | 8b+ (5.14a)        | Scarface, Parc d'État de Smith Rock, Oregon                                                   | Première ascension féminine en libre                            |                                             |
| 1999  | 8b (5.13d)         | Bravo les Filles, Parc national d'Andringitra, Madagascar                                     | Première ascension                                              | avec Nancy Feagin, Kath Pyke et Beth Rodden |
| 2004  | 7b (5.12b)         | Viva la Liberdad, Viñales, Cuba                                                               | Première ascension                                              |                                             |
| 2004  | 8a+ (5.13c)        | Sprayathon, Rifle, Colorado                                                                   | Première ascension féminine en libre                            |                                             |
| 2005  | 8a / 8a+ (5.13b/c) | West Face, Yosemite                                                                           | Première ascension féminine en libre                            | avec Katie Brown                            |

## Palmarès
La liste est établie d'après le recueil de Heiko Wilhlem dans Beyond the Face.
| Année | Compétition                        | Lieu                         | Titre              |
| ----- | ---------------------------------- | ---------------------------- | ------------------ |
| 1986  | Sportroccia                        | Arco et Bardonnèche ; Italie | Médaille d'argent  |
| 1986  | Grand Prix de France d'escalade    | Troubat ; France             | Médaille d'or      |
| 1987  | Rock Master Festival               | Arco ; Italie                | Médaille d'or      |
| 1987  | World Indoor Rock Climbing Premier | Grenoble ; France            | Médaille d'or      |
| 1988  | Masters                            | Paris ; France               | Médaille d'or      |
| 1988  | Rock Master Festival               | Arco ; Italie                | Médaille d'or      |
| 1988  | International Climbing Competition | Marseille ; France           | Médaille d'or      |
| 1989  | Rock Master Festival               | Arco ; Italie                | Médaille d'or      |
| 1989  | Masters                            | Paris ; France               | Médaille d'or      |
| 1989  | German Free Climbing Championship  | Allemagne                    | Médaille d'or      |
| 1989  | Coupe du monde                     | Snowbird ; États-Unis        | Médaille d'argent  |
| 1989  | Coupe du monde                     | Lyon ; France                | Médaille d'or      |
| 1990  | Rock Master Festival               | Arco ; Italie                | Médaille d'or      |
| 1990  | Coupe du monde                     | Vienne ; Autriche            | Médaille d'argent  |
| 1990  | Coupe du monde                     | Madona di Campiglio ; Italie | Médaille de bronze |
| 1990  | Coupe du monde                     | Berkeley ; États-Unis        | Médaille d'argent  |
| 1990  | Coupe du monde                     | Lyon ; France                | Médaille d'or      |
| 1990  | Coupe du monde                     | Barcelone ; Espagne          | Médaille d'or      |
| 1990  | Coupe du monde                     | Classement général           | Médaille d'or      |
| 1991  | Coupe du monde                     | Vienne ; Autriche            | Médaille d'argent  |
| 1992  | Rock Master Festival               | Arco ; Italie                | Médaille d'or      |
| 1992  | Coupe du monde                     | Zurich ; Suisse              | Médaille de bronze |
| 1992  | Coupe du monde                     | Kobe ; Japon                 | Médaille d'argent  |
| 1992  | Coupe du monde                     | Nuremberg ; Allemagne        | Médaille d'argent  |
| 1992  | Coupe du monde                     | Birmingham ; Royaume-Uni     | Médaille d'or      |
| 1992  | Coupe du monde                     | Classement général           | Médaille de bronze |

## Distinctions
- 1984 : Prix Underhill du Club alpin américain[109].
- 2015 : Admise au Boulder Sport Hall of Fame (Colorado)[110].

### Publication de Lynn Hill
- (en) Lynn Hill et Greg Child, Climbing Free : My Life in the Vertical World [« Ma vie à la verticale »], New-York, W. W. Norton & Co., 2002, 288 p. (ISBN 978-0-393-04981-7).